# Champlieu
Ne doit pas être confondu avec Champlieu, ancienne commune du département de Saône-et-Loire.
Les ruines gallo-romaines de Champlieu sont situées sur le territoire de la commune d'Orrouy, dans le département de l'Oise et la région Hauts-de-France, France, à environ 15 km au sud de Compiègne. Elles ont été classées monument historique par liste de 1846 et sont la propriété du Conseil général de l'Oise depuis 2007. Le site est traversé par l'une des chaussées Brunehaut.

## Localisation
Le site archéologique de Champlieu est implanté non dans la vallée de l'Automne, mais sur le plateau à 2 km au nord du village actuel, en pleins champs, à une altitude de plus de 130 m. Il est situé à 13 km au sud de Compiègne, 7 km au nord de Crépy-en-Valois et à 22,2 km au nord-est de Senlis (distances orthodromiques).
Le nom est emprunté à un hameau, localisé à 700 m au sud-ouest ; un peu plus près se trouve par ailleurs la ruine de la chapelle romane du prieuré de Champlieu, remontant au XIe siècle et classée également monument historique. La lisière de la forêt de Compiègne s'approche de quelque 300 m des ruines gallo-romaines, au nord-est.

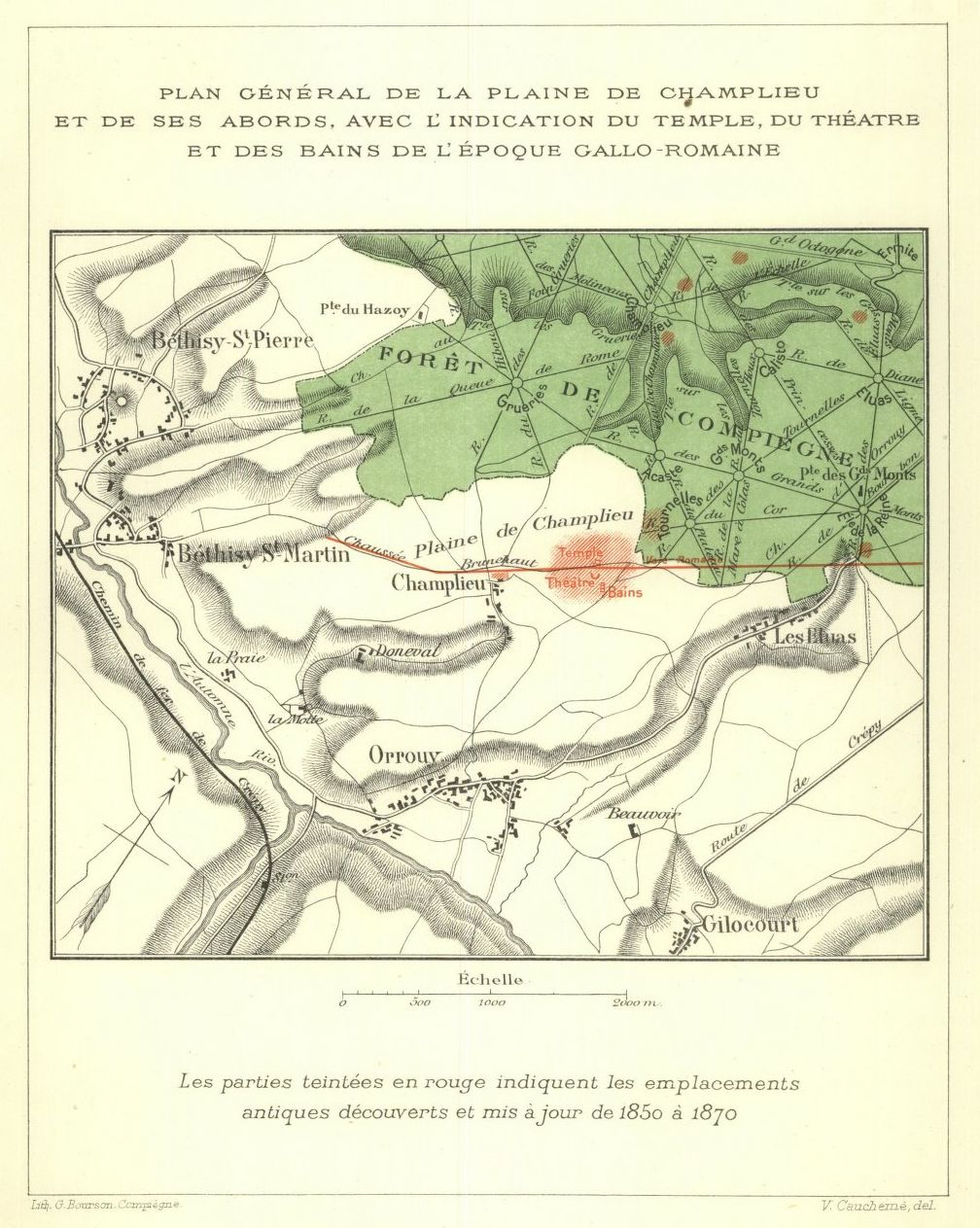
Plan de situation.

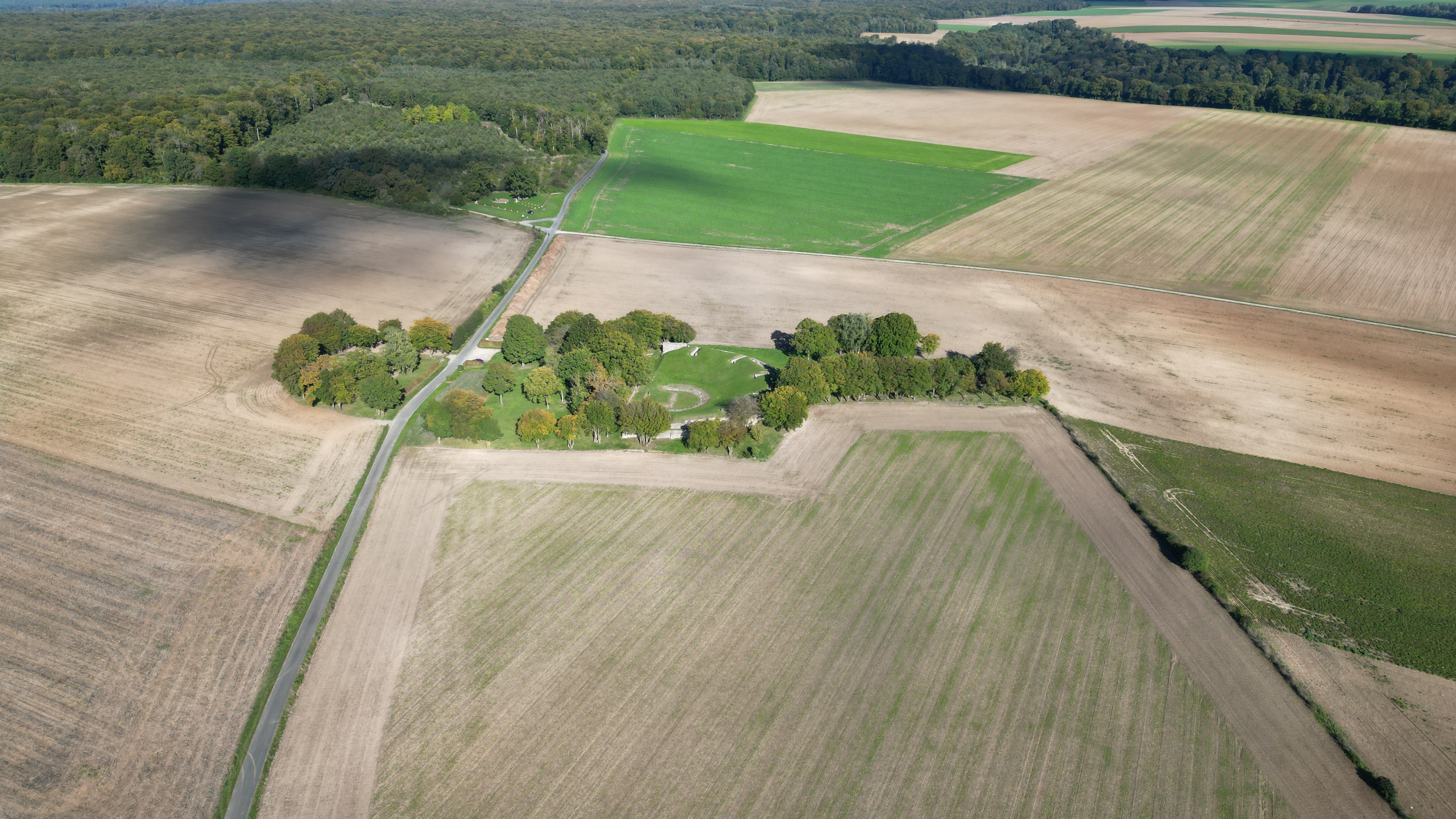
Vue générale du site depuis l'ouest.Le temple est à gauche de la chaussée, le théâtre est au centre, les termes (peu visibles sous les arbres) à droite.

Les ruines correspondent à trois établissements bien distincts, mais très proches les uns des autres : 
- un édifice de spectacle,
- des thermes et
- un temple,
- la chaussée Brunehaut de Senlis à Soissons, d'origine antique mais indatable[4], passe entre le temple au nord et les arènes au sud ; les thermes sont encore situés plus au sud.

Le terrain propriété du département est juste suffisamment grand pour laisser place à quelques arbres autour des vestiges. Une bonne protection nécessiterait l'acquisition d'une partie des terres agricoles autour, et serait également indispensable pour élargir le périmètre des fouilles. En effet, les fondations des habitations de la cité gallo-romaine sont enfouies sous les champs et sous les parcelles les plus proches de la forêt.

## Historique des découvertes archéologiques

### Ancien Régime
Le site longtemps connu sous l'appellation des Tournelles est célèbre pour ses ruines antiques depuis une époque fort reculée, soit depuis au moins la fin du XVIe siècle, comme en témoigne par exemple l'Histoire de la maison royale de Valois de Nicolas Bergeron, parue en 1583 et d'autres récits de la même époque. Les auteurs se contentent encore de relater leurs constats, ne donnent pas de descriptions précises et ne se rendent pas compte du caractère et de la finalité des bâtiments dont ils contemplent les restes. Ils évoquent le plus souvent un bâtiment considérable ou une habitation en ruine, mais les plus avertis font déjà le rapprochement avec la Rome antique et perçoivent des arènes. L'abbé Claude Carlier, historien du Valois du XVIIIe siècle, est le premier à entreprendre de sommaires recherches archéologiques, et il dégage quelques chapiteaux romains en 1748. Dans son Histoire du duché de Valois, il consacre cinq pages à Champlieu et déplore que depuis le milieu du règne de Louis XIV, l'on aurait démoli et enlevé beaucoup de débris et défriché aux trois quarts le site pour le rendre à l'agriculture. En l'occurrence, les ruines des habitations subsistaient encore ensevelies sous la végétation jusqu'en 1680 environ, et ont été réduites à des vestiges archéologiques du sous-sol depuis.

### XIXesiècle
Environ quatre-vingts ans après l'abbé Carlier, entre 1820 et 1826, M. Georgette du Buisson, ancien employé de l'administration forestière, entreprend des fouilles superficielles à titre privé. Depuis le tertre recouvert d'un épais gazon au nord de la chaussée Brunehaut (en fait le temple), il met au jour de nombreux objets éloquents, comme des chapiteaux doriques, des fûts cannelés, des meules de grès, une tombe à couvercle ornée de feuilles sculptées, contenant de petits lacrymatoires et des médailles en bronze de Dioclétien. Dans les environs, il découvre des armures en fer et des poteries en terre rouge d'une grande finesse d'exécution. Les arènes semblent moins attirer la curiosité, car leur physionomie en fer à cheval apparaît clairement et indique la finalité de l'édifice aux savants de la première moitié du XIXe siècle. Sans grande connaissance des lieux, le site archéologique est classé monument historique par liste de 1846. C'est vraisemblablement le vicomte Louis-Étienne Héricart de Thury qui attire l'attention sur lui, ayant identifié un camp militaire romain d'une grande envergure dans les abords et situé ses limites. Ce lieu était connu comme le champ des ouies. De nouvelles fouilles sont entreprises pendant le mois de mars de 1850 à l'initiative du propriétaire terrien Edmond de Seroux, qui veut ainsi donner du travail aux ouvriers pauvres du hameau de Champlieu et convertir à l'usage agricole un terrain sans utilité pour lui. Une nouvelle fois, des objets intéressants sont exhumés, dont un grand nombre de bas-reliefs, des chapiteaux et des fûts de colonnes. Le baron de Seroux informe l'État de ses découvertes. Pendant le mois suivant, la première campagne de fouilles sérieuse est organisée et se concentre une nouvelle fois sur le temple. Les premières conclusions sur sa structure sont tirées, et il apparaît que les pierres en calcaire dur proviennent des carrières de Senlis,.
Les publications de Caillette de l'Hervilliers dans la revue archéologique font connaître davantage le site et son intérêt, et l'État procède à des expropriations entre 1857 et 1859 afin de permettre son exploration complète. Le Ministère d'État et la maison de l'empereur Napoléon III ordonnent des fouilles plus exhaustives et en chargent la commission des Monuments historiques. Cette dernière confie la direction à Eugène Viollet-le-Duc, qui s'occupe en même temps du chantier de reconstruction du château de Pierrefonds tout proche. Le temple et le « fer à cheval » du théâtre sont entièrement dégagés. Des plans assez fidèles sont dressés, mais ne seront pas publiés. Les thermes restent encore à l'ombre et ne sont pas identifiés comme tels. Viollet-le-Duc date le théâtre du IIIe siècle et suppose une destruction deux siècles plus tard, mais développe aussi l'hypothèse d'une restauration ultérieure par les Mérovingiens, sous le roi Chilpéric. Malgré l'autorité que Viollet-le-Duc a sur la recherche archéologique dans le domaine de l'architecture, un vif débat s'engage entre savants, et Achille Péigné-Delacourt notamment défend l'idée d'un monument purement romain. Il fait imprimer successivement trois brochures pour exposer ses points de vue, entre 1858 et 1860, mais les résultats complets des fouilles ne seront publiés que cinquante ans plus tard. En 1862, Albert de Roucy explore le petit sacellum près du carrefour des Tournelles dans la forêt de Compiègne, et les thermes sont finalement dégagés et fouillés sous sa direction jusqu'en 1868, également sans publication des résultats,.

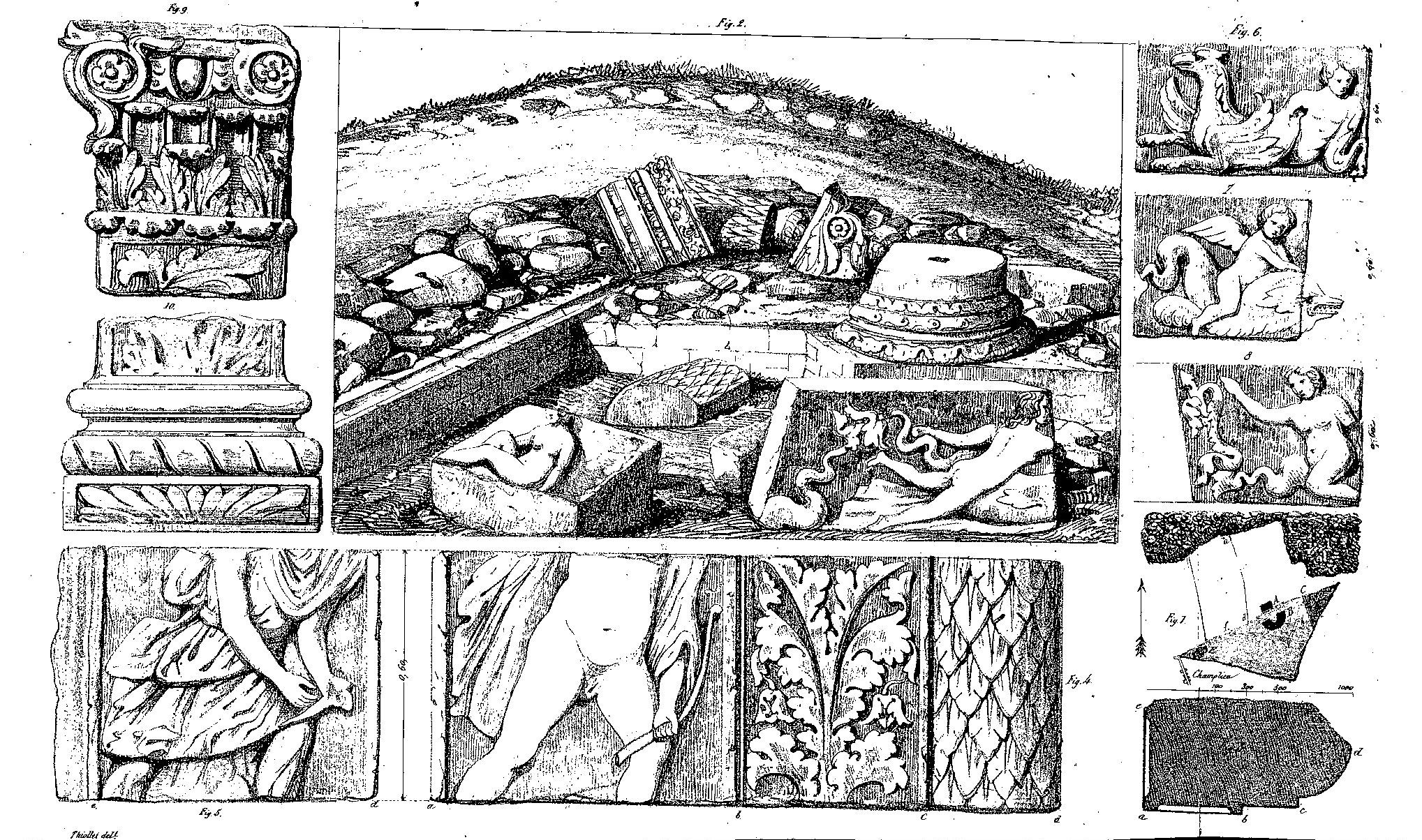
Croquis des fouilles du temple exécutées sous la direction du baron Edmond de Seroux en mars 1850, par M. Thiollet.
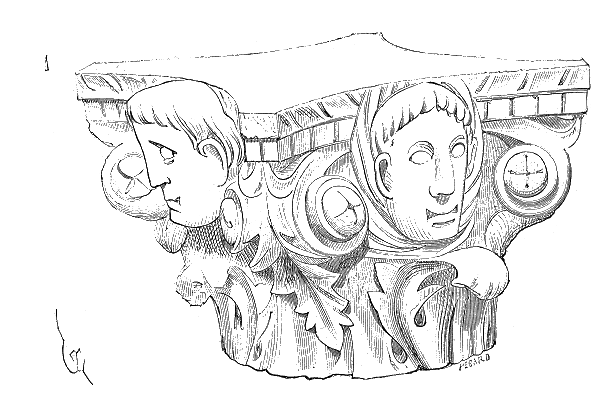
Chapiteau provenant du portique de clôture du temple de Champlieu, Viollet-le-Duc, Dictionnaire raisonné de l'architecture.

### XXesiècle
En 1912, l'ancien inspecteur du château de Compiègne en retraite, Victor Cauchemé, publie le quatrième volume d'une série de quatre brochures consacrées aux découvertes archéologiques dans la forêt de Compiègne, éditées par la Société historique de Compiègne. Ce quatrième volume est en grande partie consacré à Champlieu et aux Tournelles, et contient un nombre important d'illustrations de qualité, reproduisant les objets les plus représentatifs parmi le mobilier des fouilles. C'est dans son ensemble la publication la plus exhaustive sur Champlieu, sauf pour les sculptures, traitées par E. Esperandieu dans le tome V de son Recueil général des bas-reliefs, statues et bustes de la Gaule romaine paru en 1913. Suivent ensuite des publications très espacées par de différents auteurs, traitant d'aspects particuliers ou reprenant en partie les ouvrages antérieurs. Plus aucune découverte archéologique d'envergure ne sera réalisée jusqu'en 1977, ni par ailleurs de campagne de fouilles dans le périmètre du temple, du théâtre et des thermes. Seule exception, une fouille par tranchées successives de la palestre du théâtre menée par l'architecte H. Bernard en 1920, n'ayant pas donné le moindre résultat tangible. De petites découvertes sont par contre faites dans les environs, portant par exemple sur quatre bornes milliaires.
De 1977 à 1981 enfin, une grande campagne de fouilles selon les règles de l'archéologie moderne est enfin mise en œuvre grâce à la participation de nombreux fouilleurs, tous bénévoles. Les motivations sont multiples : Les explorations du XIXe siècle se limitaient à l'observation des structures appareillées et à l'analyse du mobilier, et beaucoup d'autres sanctuaires gallo-romains venaient d'être examinés dans la région, ce qui donnait tout son intérêt à une analyse d'ensemble ; or, les incohérences dans les observations anciennes l'empêchaient. Elles sont particulièrement frappantes en ce qui concerne le temple, dont les structures avaient été mal interprétées, ayant comme résultat des dimensions atypiques des différents éléments. Les fouilles de 1977-1981 se limitent donc au temple, et de simples sondages de stratigraphie sont effectués au théâtre et dans les thermes, ne posant pas d'énigmes particulières. La direction est assurée d'abord par Jean-Louis Cadoux, directeur des Antiquités historiques de Picardie, et est confiée ensuite à Georges-Pierre Woimant, conservateur départemental du patrimoine archéologique. Marc Durand participe comme conseiller scientifique. Il s'avère par la suite que le temple du IIe siècle est déjà le troisième sanctuaire au même emplacement, ayant succédé à un premier temple romain plus petit, ayant lui-même remplacé un temple pré-romain construit avec l'aide de poteaux en bois, et indiqué par des objets rituels en usage à l'époque pré-romaine.
Le gardiennage du site financé par la Caisse nationale des monuments historiques est abandonné en 1981. Avec la commercialisation banalisée des détecteurs de métaux, Champlieu devient l'un des sites archéologiques les plus pillés en France. Le seul remède que l'on ait trouvé est une surveillance active par la Gendarmerie nationale, depuis le milieu des années 1980.

## Interprétation des découvertes

### Un camp militaire romain
Au XIXe siècle, la datation de Champlieu du IIIe , puis du IIe siècle ne s'appuie pas encore sur des analyses réellement scientifiques, mais davantage sur l'impression que donnent les vestiges aux savants essayant de tenir des conclusions provisoires des rares éléments tangibles dont ils disposent à l'époque.
L'interprétation est en même temps influencée par la toponymie des lieux, incitant à faire le rapprochement avec un camp militaire (champ étant déduit de camp), interprétation remontant par ailleurs à l'abbé Carlier et recopiée depuis. Quant aux tours suggérées par le nom du lieu-dit Les Tournelles, le fond de vérité derrière une tradition locale orale évoquant l'existence de cinq tours autour ce camp, rapportée par Carlier, est assez tôt mis en doute. Carlier lui-même, en étudiant des chartes anciennes, tombe sur un Robert des Tournelles ayant possédé un fief à Bonneuil-en-Valois (commune voisine d'Orrouy) en 1218. Le temple est identifié comme tel uniquement sur la base du podium entourée d'une assise entourée par un caniveau, et précédée par un escalier à l'est. Les trois édifices réunis sur le site sont considérés comme datant de la même époque historique du fait qu'ils sont reliés par des murs d'enceinte.

### Un vicus
Si les nombreux vestiges archéologiques autour du site ne laissent aucun doute sur l'existence d'une petite agglomération, rien n'est encore connu sur ce vicus dont il semble s'agir d'après des photographies aériennes réalisées par le Service régional de l'archéologie (SRA) Picardie, qui permettent de voir au moins une rue parallèle à la chaussée Brunehaut, tenant lieu d'artère transversale. Étant donné que la voie antique traverse le site en tracé rectiligne, elle est de toute évidence antérieure, et sa présence était l'un des facteurs ayant motivé l'implantation du vicus en ces lieux. Mais lors de la transformation du chemin en voie romaine, qui aurait normalement exigé un tracé plus direct et plus facile plus au sud au-delà de la vallée de l'Automne, le passage par Champlieu est conservé du fait de l'importance relative de l'agglomération. Les anciennes habitations n'ont pas été fouillées, exception faite de quelques fouilles sauvages non documentées et de la découverte de quelques murs du Ier siècle lors des fouilles autour de la chapelle romane de Champlieu effectuées en 1978 par Marc Durand. Son site est par contre excentré par rapport au vicus gallo-romain.
Son nom n'est pas connu et son importance paraît limitée, ce qui a conduit à considérer le temple avec les thermes et le théâtre comme un sanctuaire rural qualifié de conciliabulum. Ce terme avec sa connotation habituelle de sanctuaire isolé bâti à partir de rien ne convient pas tout à fait à Champlieu, même s'il serait exagéré de parler d'une ville,. Elle était habitée par les Suessions dont elle était l'habitat le plus occidental.

### Un sanctuaire rural

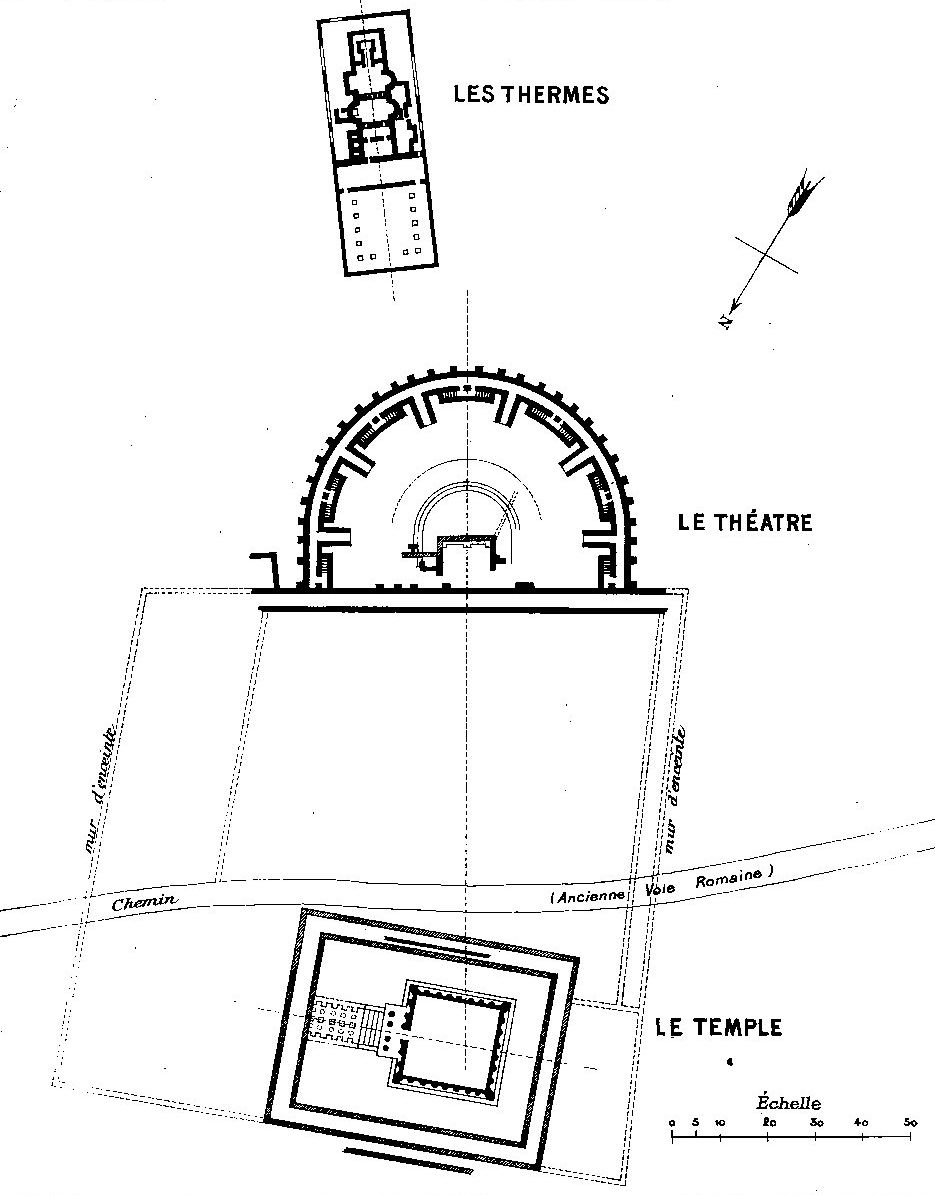
Plan des masses des trois monuments gallo-romains de Champlieu.

Le premier temple identifié sur les emprises du temple dont les vestiges sont visibles au nord de la chaussée Brunehaut remonte clairement à la Tène III finale, soit peu avant la conquête de la Gaule par les Romains. On ne peut dater les deux autres édifices avec la même fiabilité : ils n'ont jamais été fouillés selon les préceptes d'une archéologie moderne, et d'autre part, le dégagement des structures bâties au XIXe siècle réduit les possibilités d'une analyse stratigraphique. Surtout le théâtre a été très restauré au début du XXe siècle, quand des représentations de pièces de théâtre antiques y ont été données. La scène et les gradins inférieurs étaient encore dans un bon état de conservation au milieu du XIXe siècle, mais leur lien avec la cavea n'a pas été examiné, et l'arrière-scène a été délaissée. L'hypothèse que plusieurs théâtres s'étaient succédé, comme c'est le cas pour les temples, reste aujourd'hui difficile à démontrer,.
En résumé, Champlieu est un lieu de civilisation remontant à la Tène finale, sans doute un vicus ou bien un oppidum perché, mais ouvert. Les premiers bâtiments étaient construits en matériaux légers. Après la conquête de la Gaule, le lieu est habité de nouveau dès l'époque augustéenne, soit vers la fin du Ier siècle av. J.-C. ou le tout début du Ier siècle apr. J.-C. Le mobilier des fouilles permet de conclure à une activité agricole et artisanale importante, pouvant s'expliquer par une présence militaire, ce qui confirmerait l'hypothèse du camp romain à proximité. Elle est également étayée par la découverte de fours de potiers itinérants et d'un fossé. Le commerce joue également un rôle considérable, Champlieu se situant aux confins des zones d'habitation de plusieurs tribus. Le premier édifice religieux de type romano-celtique est édifié au plus tard avant le début du règne de Claude (41 apr. J.-C.), à l'endroit le plus élevé du plateau. Le véritable essor du site commence au IIe siècle, avec une reconstruction du temple et l'édification d'un théâtre et des termes. Ces opérations d'urbanisme ont entraîné une restructuration de l'agglomération : le théâtre remplace un quartier d'habitation en matériaux légers, et les thermes un ancien quartier artisanal. Les photos aériennes font apparaître une esquisse de quadrillage, mais l'habitat semble surtout se développer sous forme dispersée. Il demeure impossible à déterminer si Champlieu était un conciliabulum, généralement imposé par le pouvoir central dans le contexte des régions méditerranéennes et partant de rien, ou bien un forum issu du développement de l'agglomération par sa dynamique propre.

## Description

### Les édifices de culte

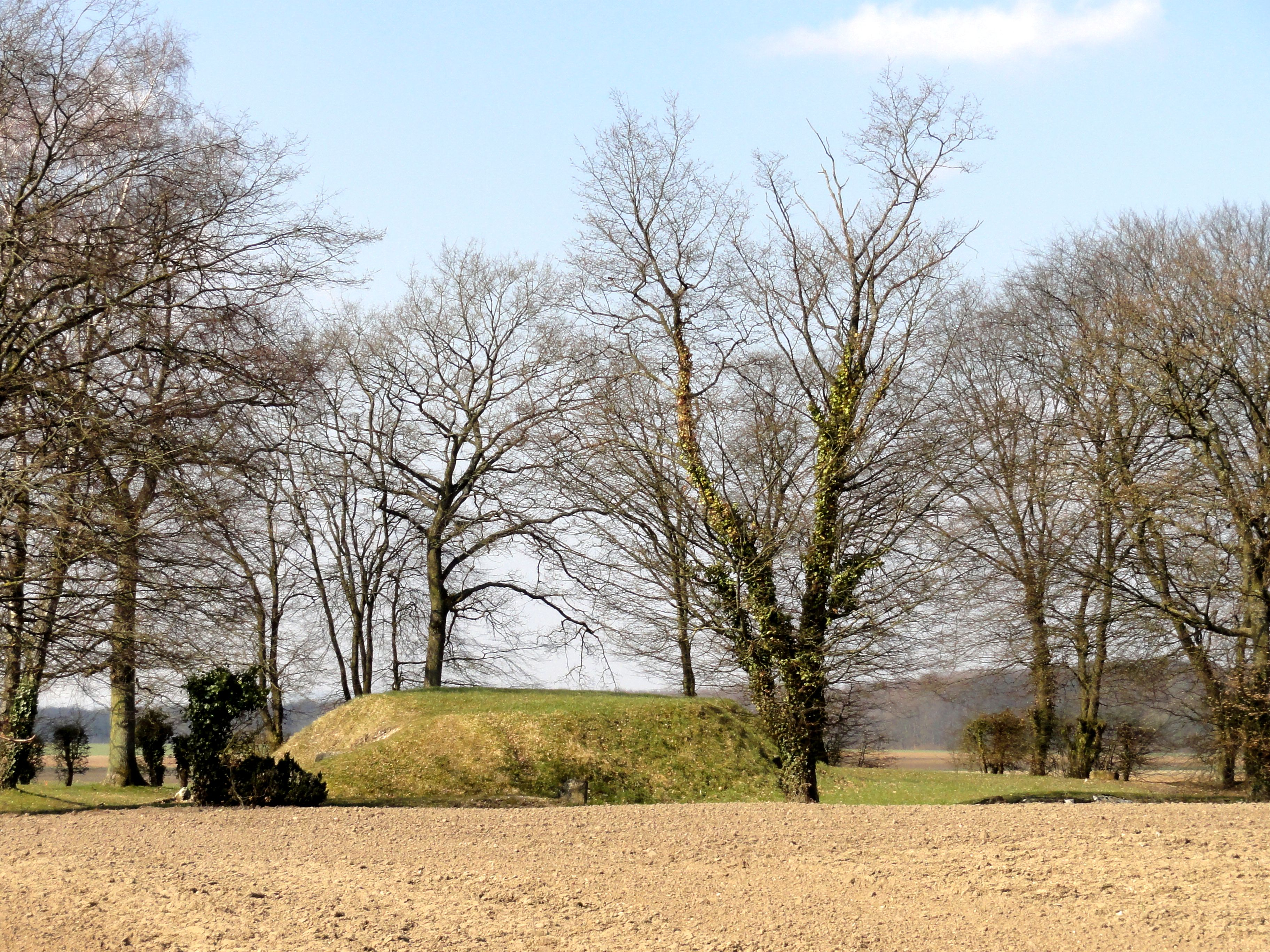
Approche depuis l'est.

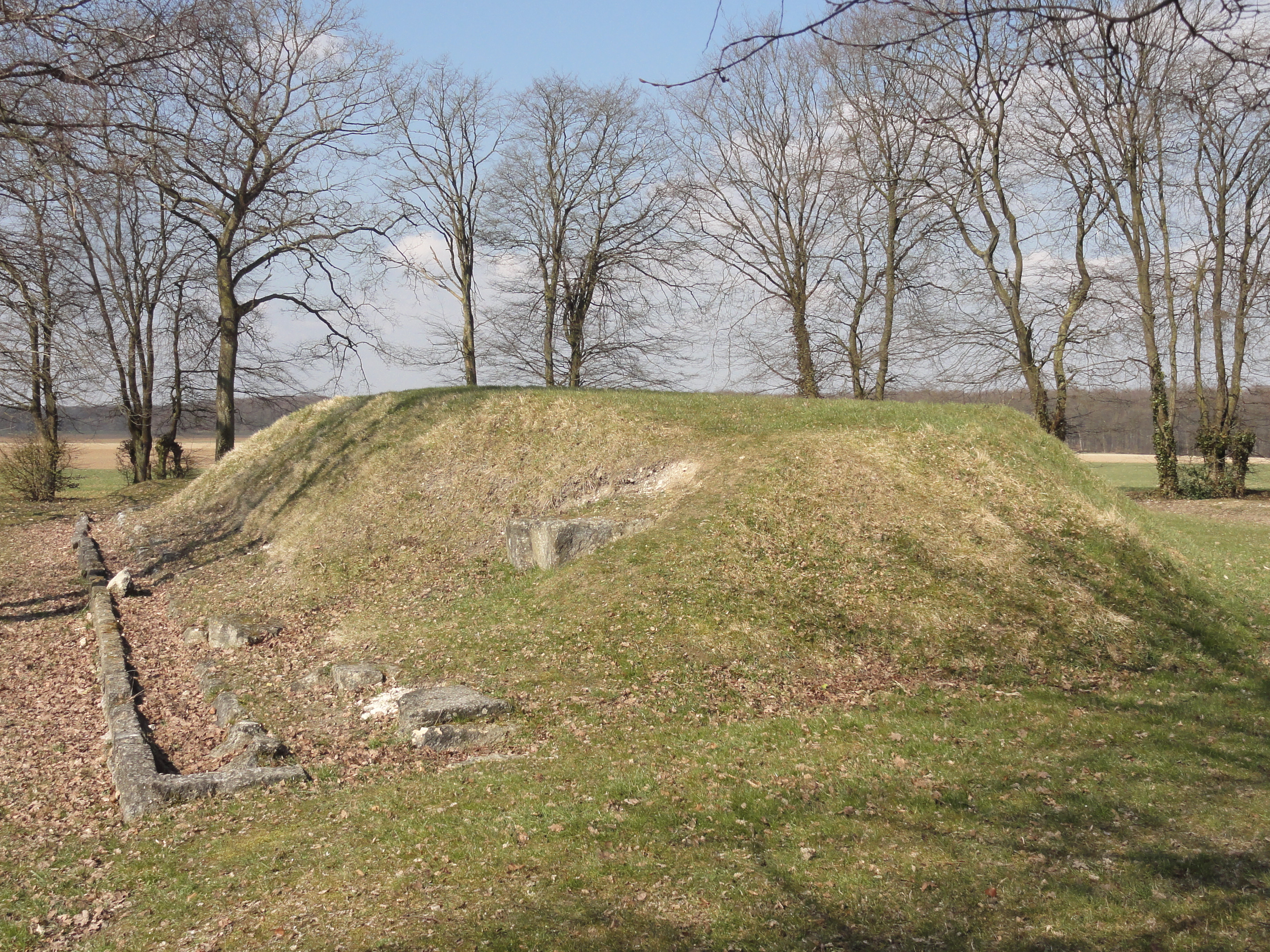
Vue depuis l'est (temple du IIe siècle).

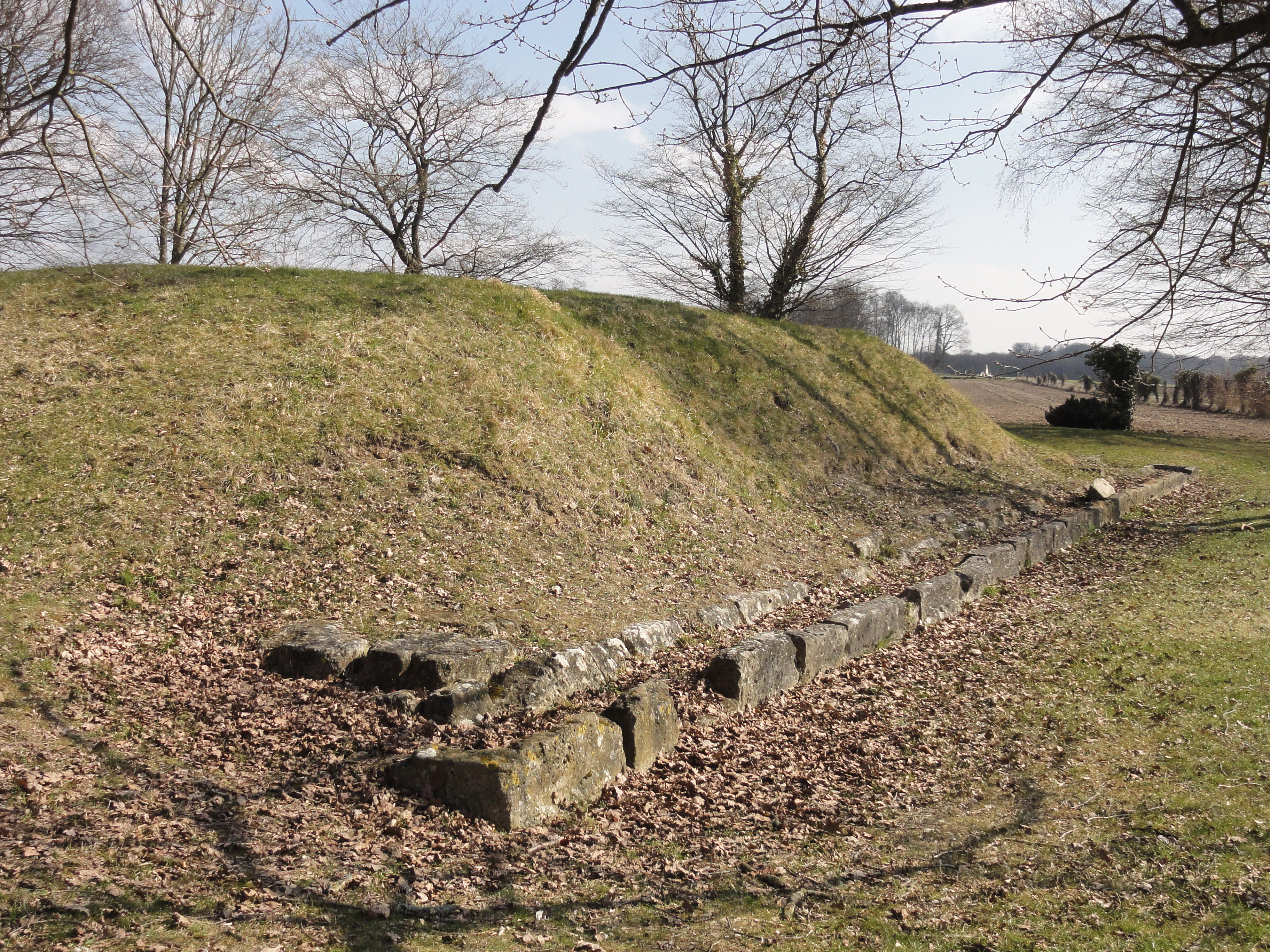
Vue depuis le sud-ouest (temple du IIe siècle).

#### Le sanctuaire primitif antérieur à la conquête
Le sanctuaire primitif est antérieur à la conquête romaine de la région, et il a survécu en l'état pendant un certain temps après la conquête, la romanisation ne s'étant pas faite immédiatement. La structure de ce premier édifice n'est pas très claire ; n'ont été identifiés que des fossés d'enceinte, des fosses destinées à recevoir des poteaux et des trous de piquet et de poteau. Il a dû s'agir le plus probablement d'un édifice sur pilotis. La construction remonte à La Tène II (260 - 150 av. J.-C.), époque de laquelle datent certains objets trouvés, et s'échelonne jusqu'à La Tène D1 (150 - 70 av. J.-C.)), comme l'indique le caractère de certaines structures. Le mobilier archéologique se limite à des fragments de céramique grossière et à des outils en os quasiment réduits à l'état pulvérulent. Une seconde couche peu épaisse (20 cm) plus récente se rattache toutefois à ce premier état du temple, et a fourni un mobilier beaucoup plus éloquent, comprenant des monnaies, des fibules et divers outils métalliques.

#### Les premiers fanums postérieurs à la conquête
Le premier sanctuaire a connu une seconde période d'occupation, ou bien a été en partie remplacé, peu de temps après son abandon. L'on a identifié deux alignements de trous de poteaux, dont la plupart destinés à recevoir deux poteaux, ainsi qu'une tranchée de sablière ou d'assise. Des pierres trouvées dans la tranchée peuvent bien provenir de cette assise, mais pas nécessairement ; elles peuvent également provenir d'un mur. Les dimensions et proportions permettent de conclure à un premier fanum primitif romanisé. Un bâtiment annexe quadrangulaire jouxte le fanum, la coexistence de deux édifices de culte de types différents sans qu'ils dépendent l'un de l'autre étant à exclure. Aucun indice concret ne permet de supposer une cella ou une galerie. Cependant, un second bâtiment a bien pu être identifié à peu de distance, avec un espace central quadrangulaire vide. Un amas de moellons en calcaire taillé y correspond, évoquant des éléments de parement ou de faîtage de mur. Des pièces de monnaie ont été dispersées sous la fondation pour des raisons rituelles. L'on a même retrouvé deux assises de dalles de pierre intactes. Dans son ensemble, le second bâtiment paraît se composer d'une cella entourée d'une galerie, et serait donc un fanum d'un type déjà identifié dans la région. Une période de trente à quarante ans seulement semble séparer les deux édifices, à compter de vingt ou trente ans après la conquête. Mais la séparation des différentes couches n'est pas toujours nette, et les fouilles se concentrent sur des sondages peu invasifs afin de préserver une réserve archéologique pour l'avenir.

#### Le fanum romano-celtique duIersiècle
Ce premier fanum construit « en dur » est lui aussi rapidement remplacé par une construction issue de la troisième phase d'occupation du site : c'est le premier édifice romano-celtique du site, bâti vers l'an 40 ap. J.-C. et utilisé jusqu'en 110 environ. Pour la première fois, la reconstitution du plan est possible sans ambiguïté. L'on reconnaît aisément deux fondations de plan quadrangulaire, l'une comprise dans l'autre. La fondation extérieure est celle d'une galerie de circulation supportant un péristyle, et la fondation interne appartient à une cella à pièce unique ouverte vers l'est. La galerie est plus large devant l'ouverture. L'absence de podium est à signaler ; il n'y a qu'un soubassement constitué de blocs soigneusement taillés, mais sans parement et encore moins de mouluration. Le résultat est le plan dit à double carré des édifices cultuels gallo-romains, né à la fois des contraintes architecturales et d'originalités autochtones, et permettant de conserver les traditions sans rejeter le progrès dans les techniques de la construction apporté par les Romains. La façade mesure 15,75 m de large, et les faces latérales ont une longueur de 14,49 m. Par ailleurs, des blocs taillés et sculptés trouvés autour permettent une reconstitution partielle de l'élévation, tout au moins de son caractère général, car au maximum 2 % des éléments en élévation de la galerie subsistent. Toutes les faces comptent six colonnes (soit vingt au total), et un muret avec corniche ferme l'espace entre les colonnes. Les fûts de colonne sont cannelés et recouverts de crépi blanc, et les bases sont entourées de deux gros tores et s'associent une plinthe. Le sol est en opus signinum dans la galerie, et prend la forme d'une mosaïque reposant sur la répétition d'un même motif géométrique assez compliqué, basé sur des losanges, des triangles et des trapèzes. Même le décor peint intérieur a pu être restitué ; il est polychrome et présente des motifs différents dans chaque panneau, associant toujours des éléments architecturaux à des formes végétales. Dans son ensemble, le fanum témoigne d'une recherche d'esthétique certaine, que l'on ne trouve pas sur tous les fanums de la région, même si la dissimulation des tores inférieurs des bases de colonne par la plinthe n'est pas très adroite.

#### Le temple duIIesiècle

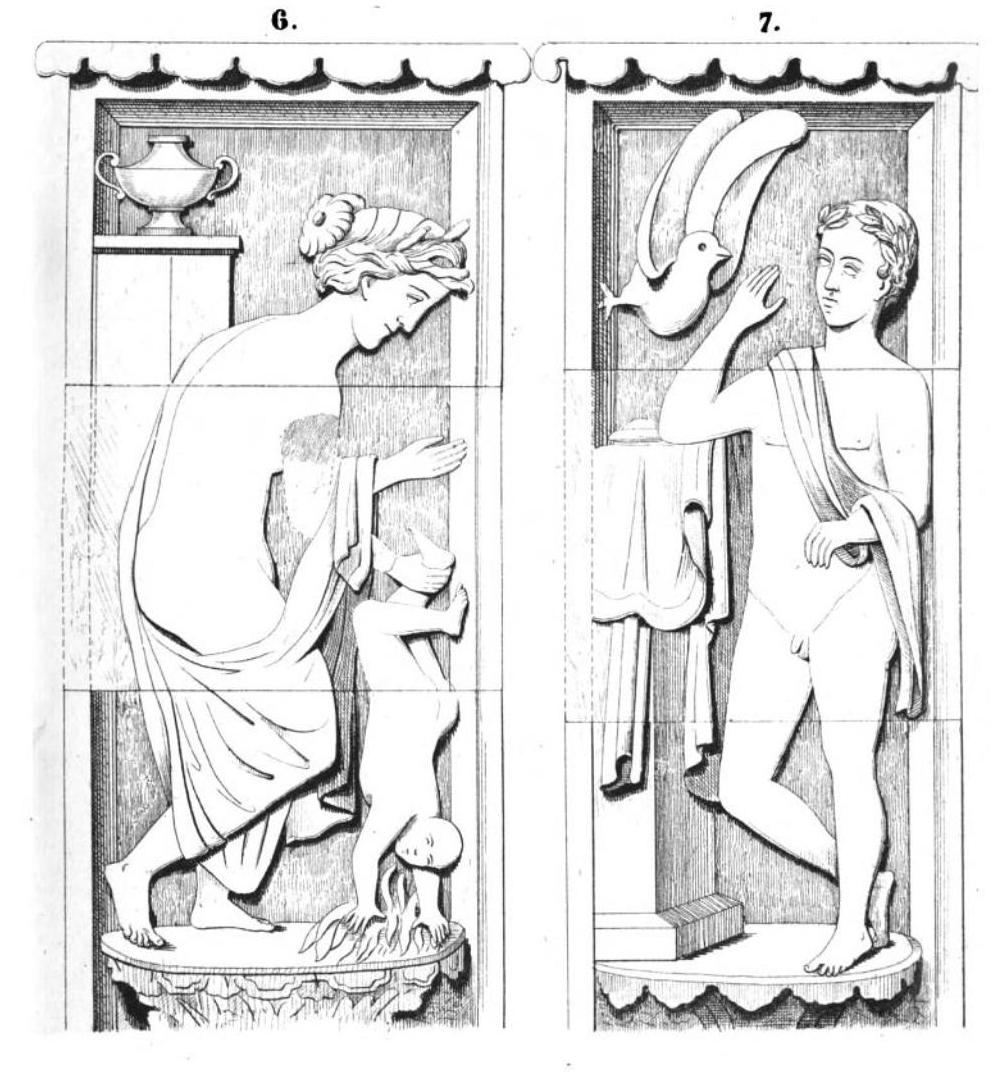
Deux bas-reliefs.
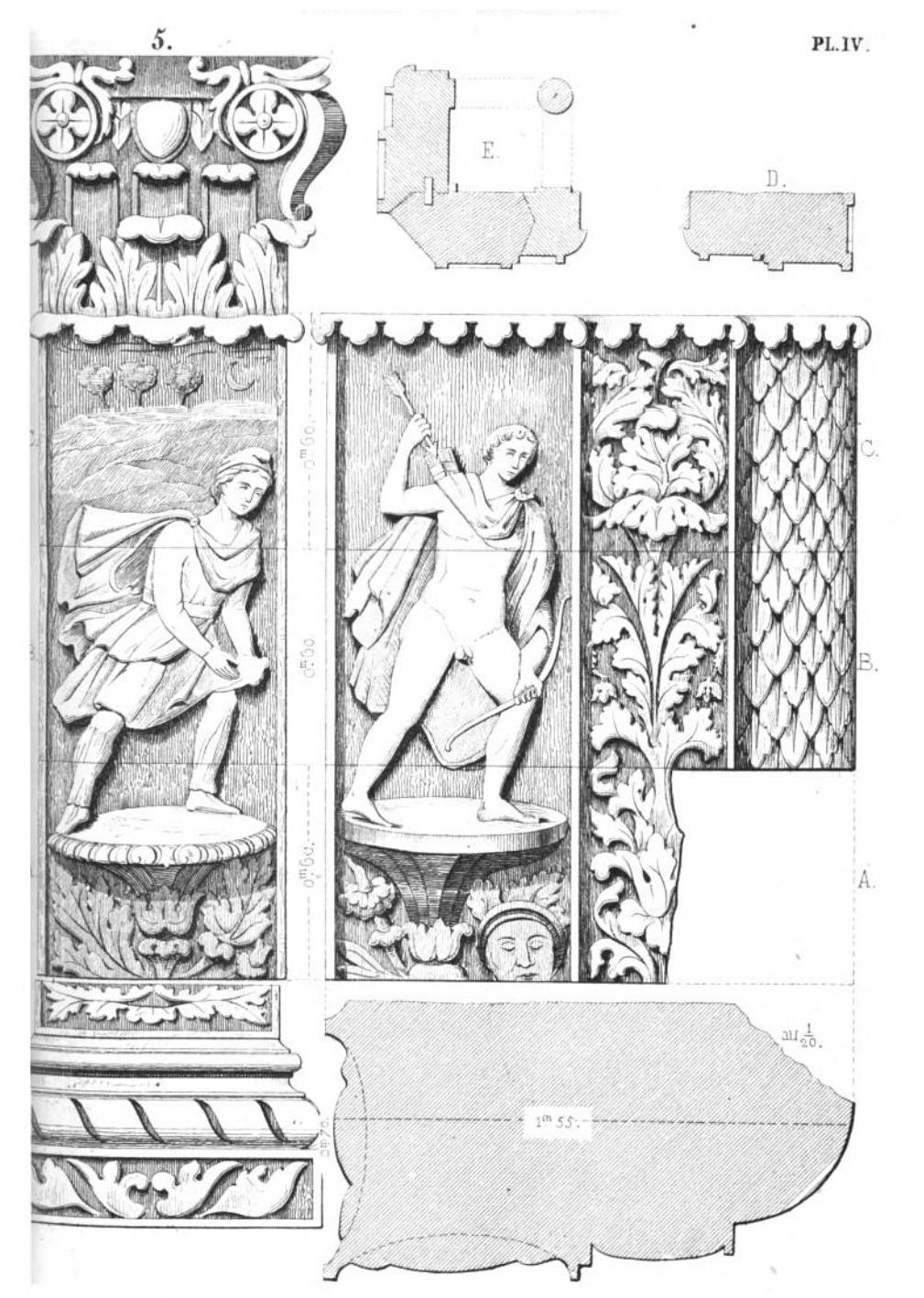
Bas-reliefs et fragments.
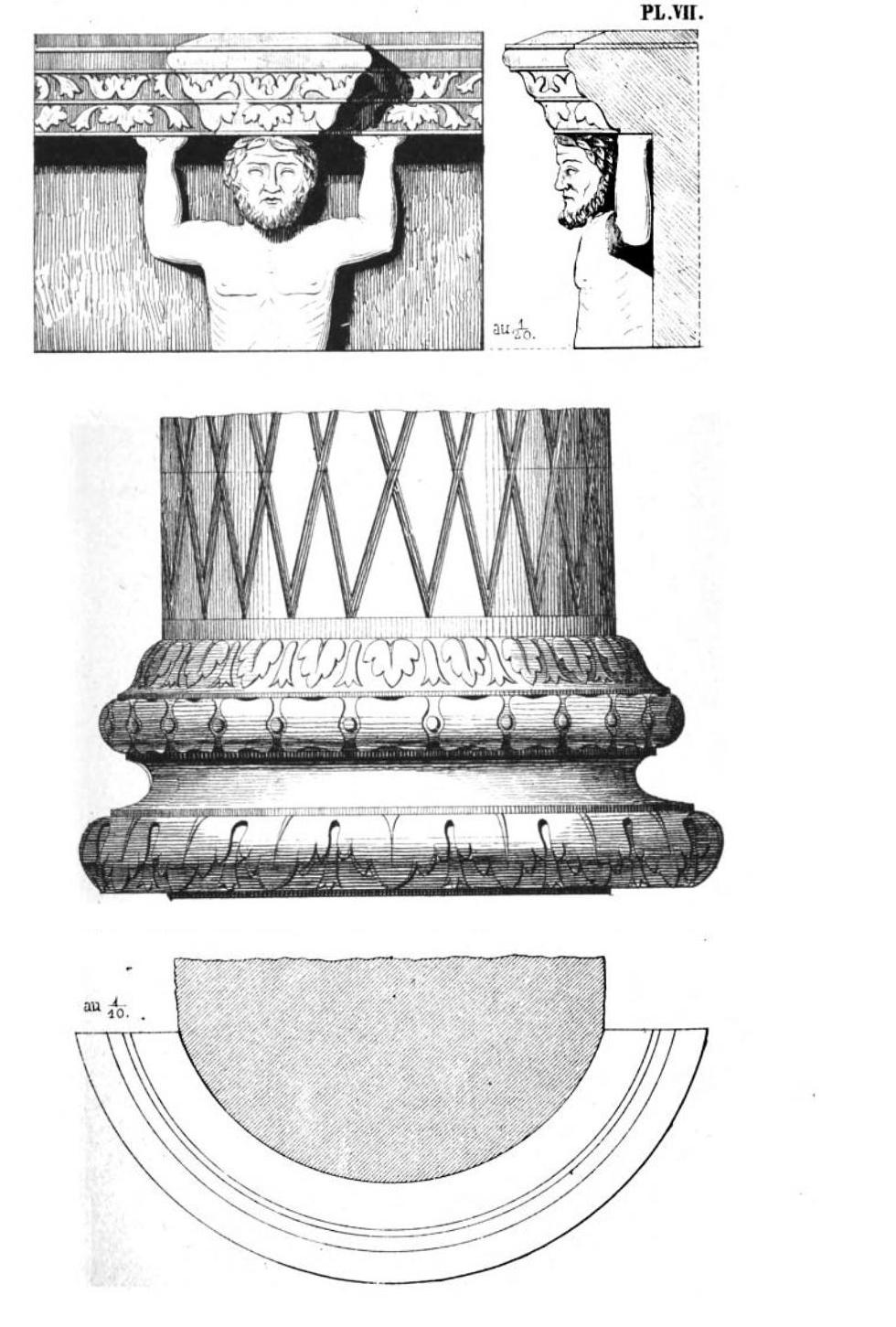
Fragments de colonne engagée.
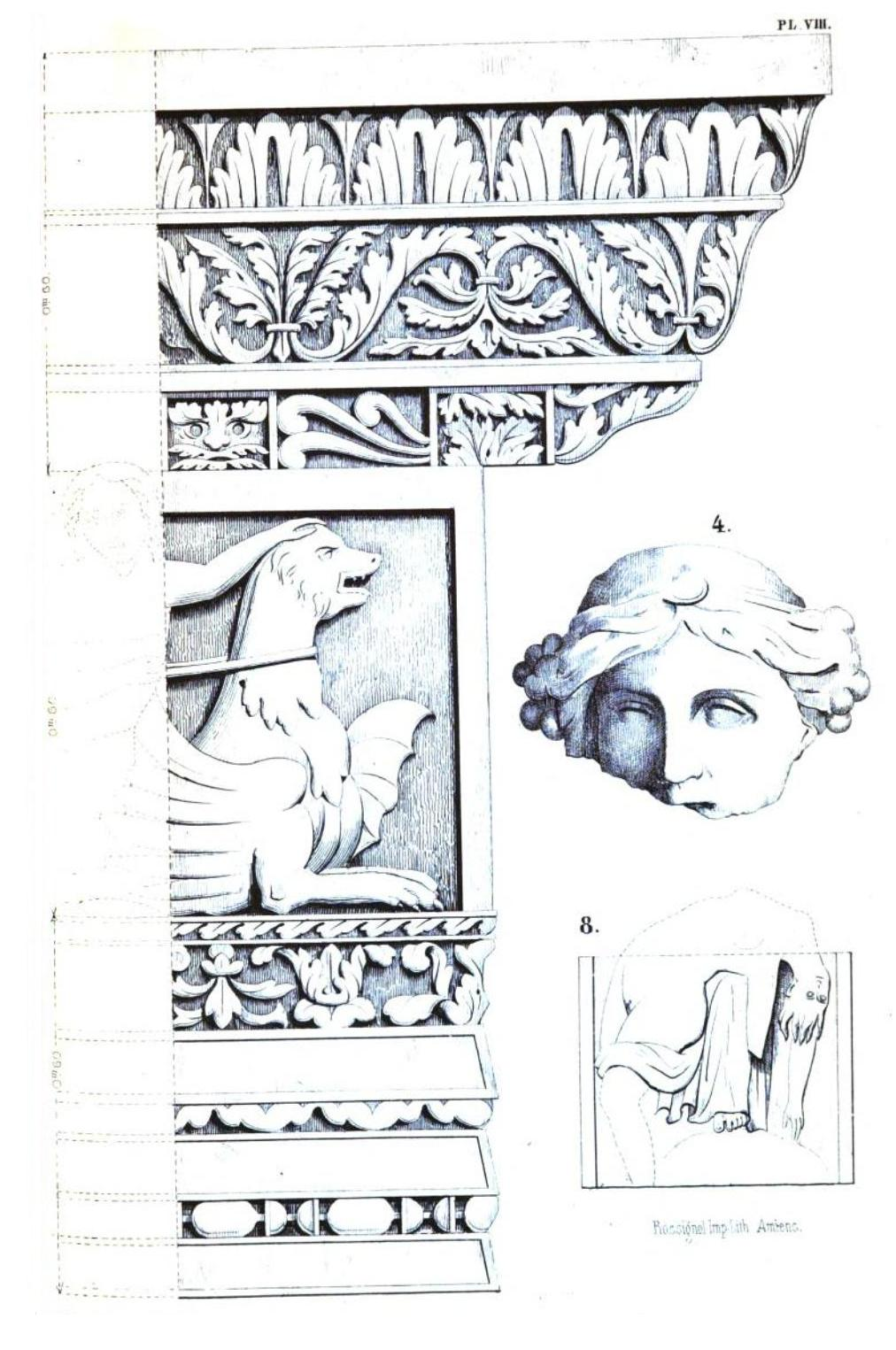
Fragments et blocs sculptés.
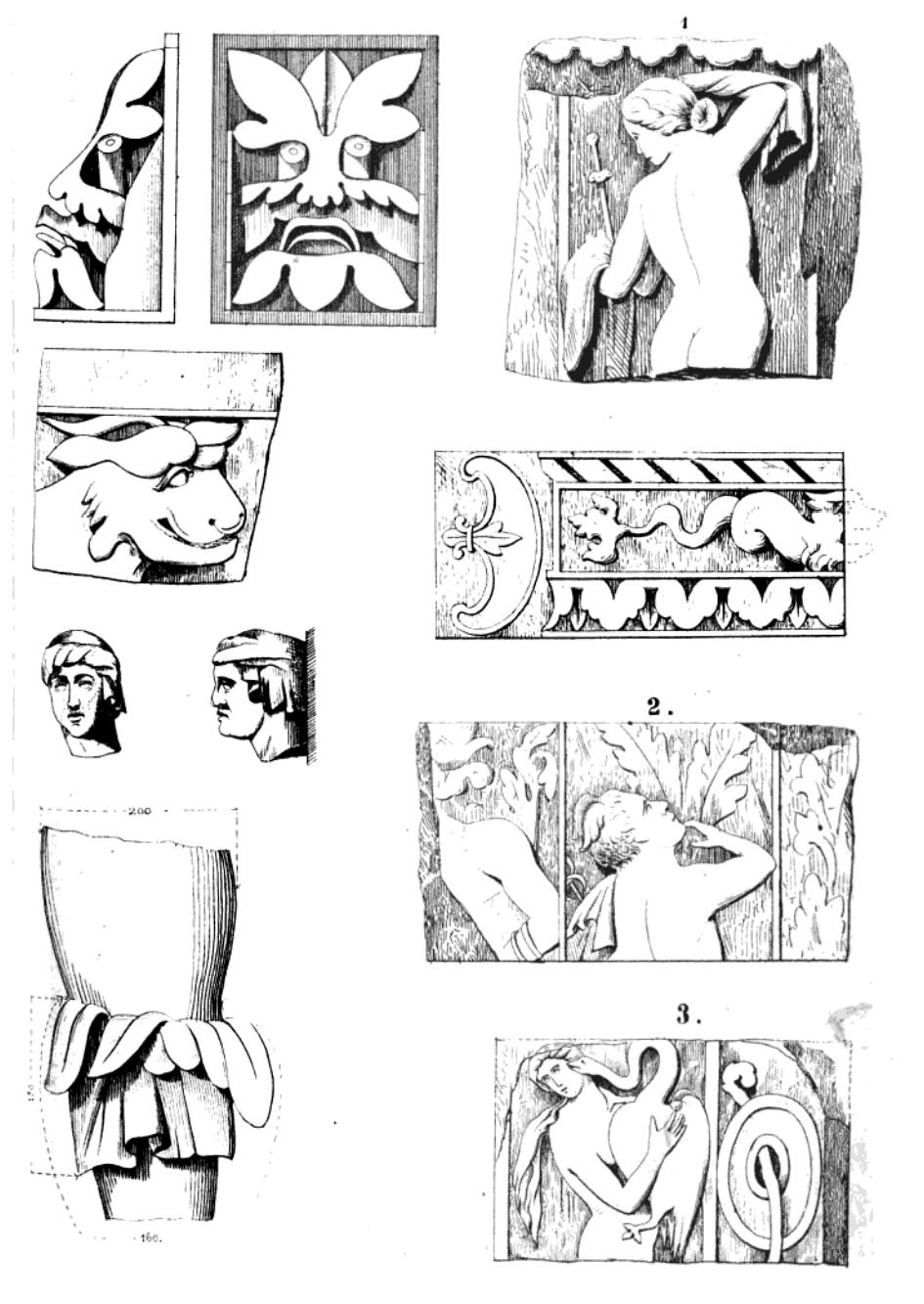
Blocs sculptés.

Finalement, le second fanum est remplacé après 110 par un temple romain proprement dit, récupérant en partie le soubassement de son prédécesseur. Le plan reste similaire, mais l'architecture et l'ornementation sont beaucoup plus abouties, et comme principale différence, le temple est édifié sur un podium. C'est ce temple dont l'existence est suggérée dès le XIXe siècle, et auquel se rapportent la plupart des débris retrouvés à l'époque. Un caniveau composé de soixante-dix blocs de pierre entoure le temple et recueille les eaux pluviales. Un escalier donne accès au podium depuis l'est, tridirectionnel de sa base jusqu'à une plate-forme intermédiaire à mi-hauteur. Ses quatre premières marches ont été dégagées au XIXe siècle. Ensuite, un pronaos avec fronton triangulaire et entouré de colonnes fait saillie sur l'escalier, et précède le péristyle et la cella. Le péristyle est plus large que le pronaos et l'englobe en partie. Il ne se présente plus comme une suite de colonnes avec stylobate, mais comme un mur ajouré de baies quadrangulaires et agrémenté de colonnes qui sont toutes engagées. Du côté de la façade oriental et du côté opposé, ces murs sont surmontés par une architrave et une frise, puis peut-être par un grand fronton triangulaire sculpté. Les sols sont faits de la même manière que dans le fanum auparavant.
Quant à la cella, sa hauteur pourrait dépasser celle de la galerie extérieure. Les piédroits et le linteau de sa porte sont décorés de bas-reliefs. Les frontons représentent des scènes marines, et l'on a trouvé des scènes mythologiques encadrées par des panneaux avec des motifs végétaux. Même les colonnes arborent un décor exubérant. En général, la sculpture rappelle les expressions orientales hellénisées La plupart des blocs sculptés proviendrait du pronaos. L'on peut toutefois regretter que les blocs sculptés déposés au château de la Motte aient été entreposés pendant un certain temps à l'air libre, ce qui a fait disparaître le décor peint, et avant et surtout, que les autres blocs soient restés sur le site au lieu de les mettre en sécurité dans un musée, comme ce fut le cas quasiment partout ailleurs en France. Seulement une petite partie des objets a été stockée dans un petit dépôt sur place. En conséquence, beaucoup d'objets sont maintenant perdus ou très dégradés, et l'on ne les connaît que grâce aux publications anciennes. À ce propos, l'invraisemblance des essais de reconstitution architecturale anciens est à signaler. D'autre part, même si la reconstitution proposée représente la seule solution logique pour attribuer chacun des gros fragments à une position précise dans l'édifice, la configuration suggérée du temple n'entre pas dans le répertoire de l'architecture classique, et le péristyle fermé surprend. Il est expliqué par la friabilité du calcaire trouvé sur place, peu adéquat pour l'édification de colonnes isolées.

### Le théâtre romain

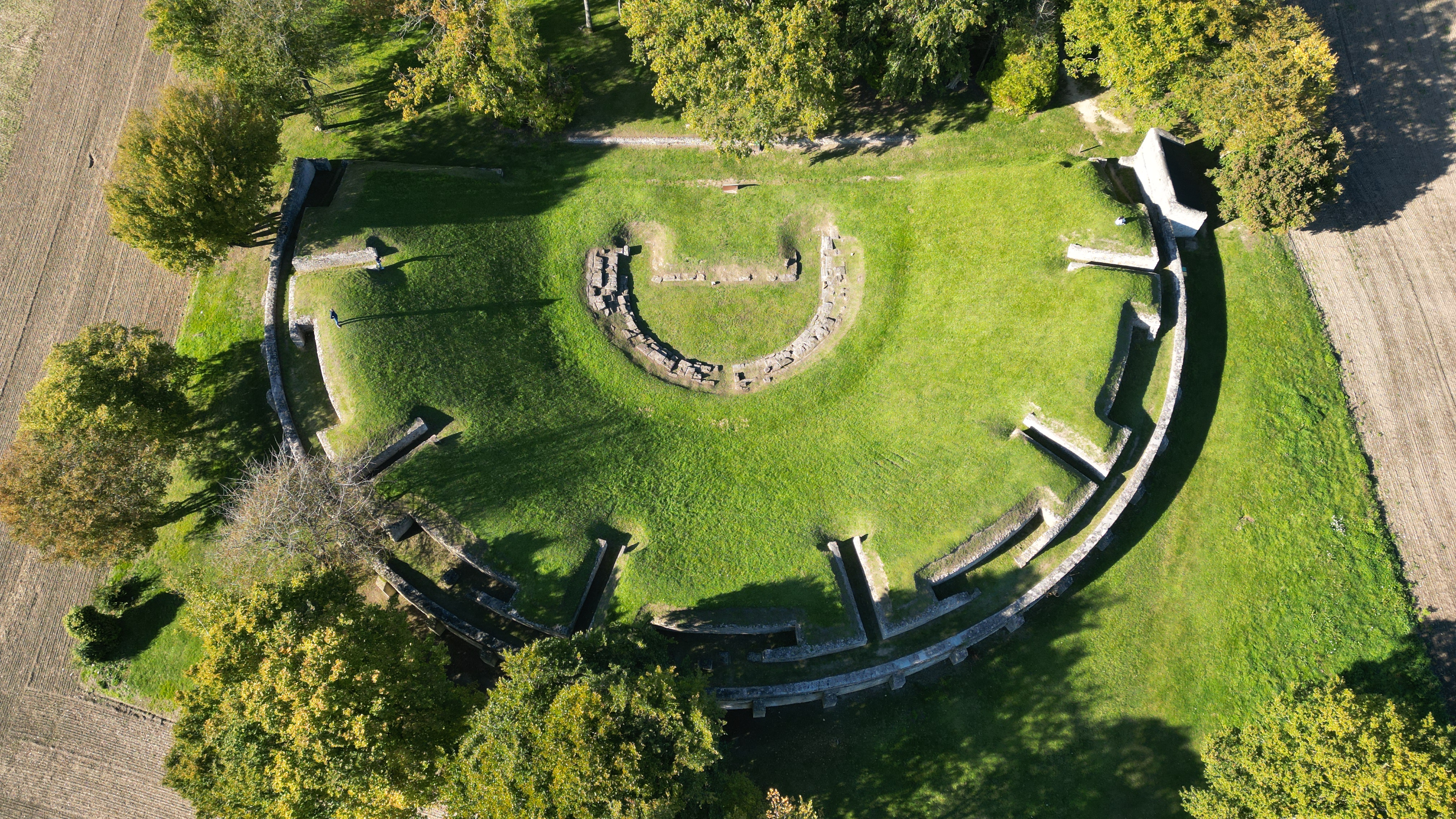
Vue aérienne du théâtre

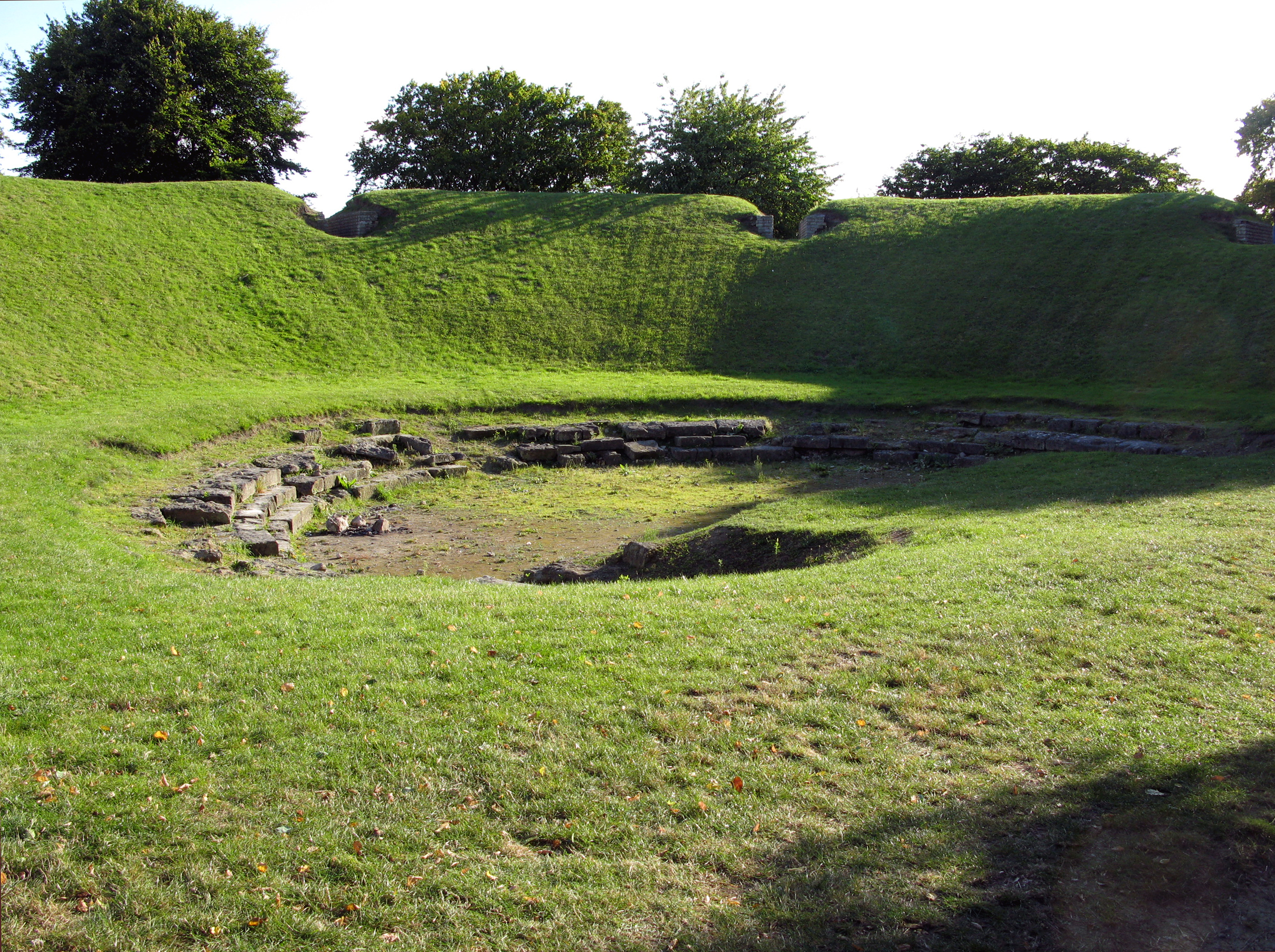
Le théâtre antique, dont les gradins ont disparu ; vue depuis le nord-est.

Affublé du surnom de fer à cheval dès sa découverte, le théâtre fait 70 m de diamètre et pouvait accueillir jusqu'à 3 000 personnes. Comme à l'accoutumée, la scène se situe au nord, évitant ainsi aux spectateurs de recevoir le soleil de face. Le fer à cheval est délimité extérieurement par un mur de soutènement en hémicycle, épaulé par des contreforts à intervalles réguliers. Un chemin de ronde court au sommet de ce mur, délimité à l'intérieur par un second mur contre lequel s'appuie le remblai des gradins supérieurs. Au total six passages ménagés dans le remblai permettent d'accéder au niveau intermédiaire de la cavea, subdivisant les gradins du niveau supérieur en sept groupes. Des escaliers rampants, ou au sud un double escalier, montent vers la summa cavea, les gradins supérieurs. Rien ne subsiste des gradins inférieurs. Il n'y a pas de vomitoires, de carceres et de sacella (chapelles). L'absence de vomitoires découle de la configuration en hémicycle et des petites dimensions du théâtre ; quant aux carceres et sacella, rien ne peut être affirmé en l'absence d'études archéologiques approfondies de l'édifice de spectacle.
Le théâtre serait contemporain du fanum romano-celtique du Ier siècle, avec des assises du même type. Par contre, l'appareil est constitué de petits moellons noyés dans le mortier, à la surface duquel des lignes tracées au fer sont censées donner l'illusion d'un appareillage régulier. À certains endroits, des gravures formant des arêtes de poisson ont été retrouvées. Le mur primitif est bien conservé jusqu'au talon ; au-delà, on ne voit que le résultat de restaurations de différentes époques. Leur point commun est de ne pas respecter le caractère authentique de la construction : la restauration de 1992 a par exemple une tendance à imiter les murs des propriétés senlisiennes retrouvées.
Des statues représentant, entre autres, Léda et le cygne, Prométhée, ont pu être recueillies.

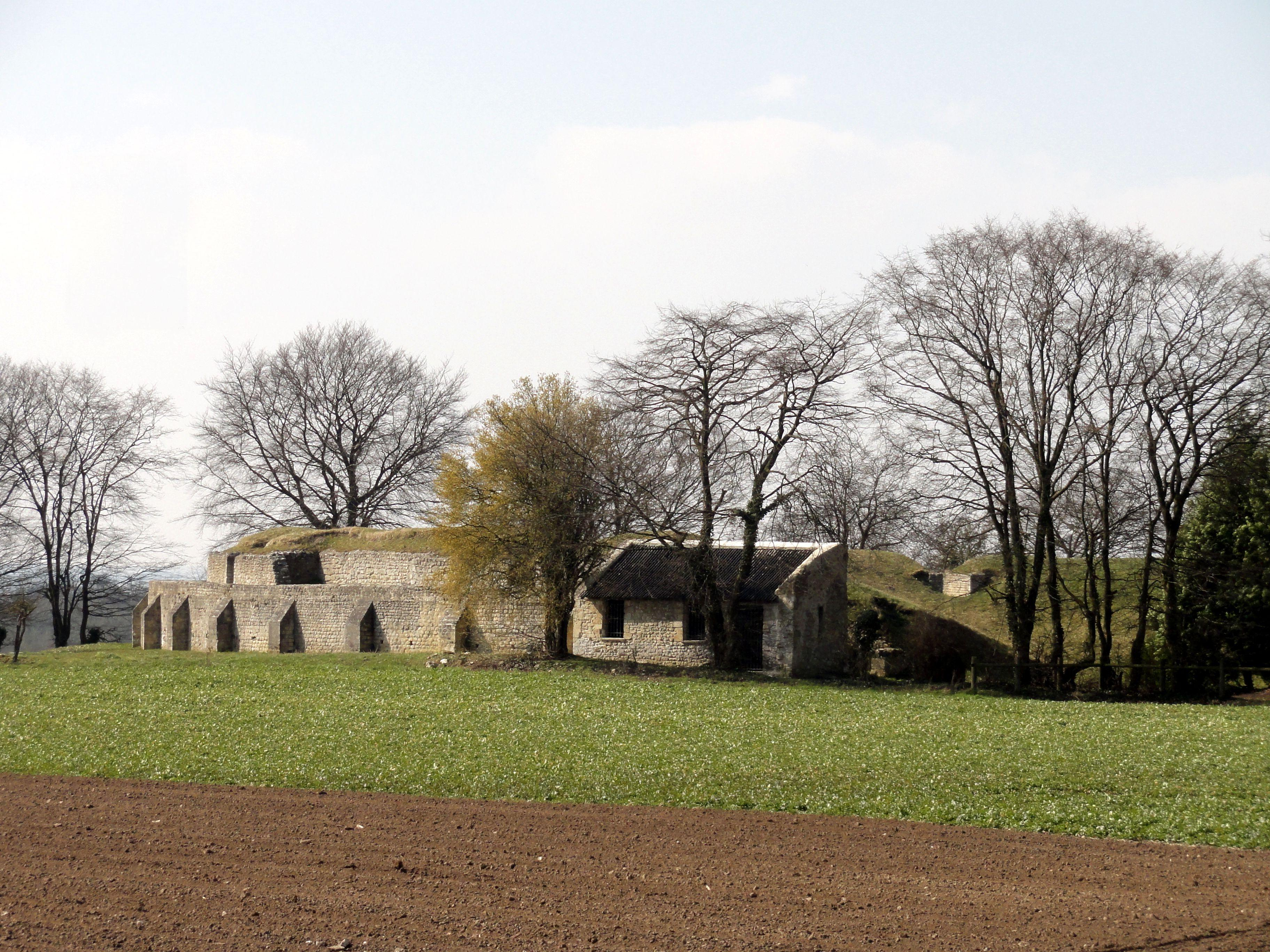
Approche depuis l'est.
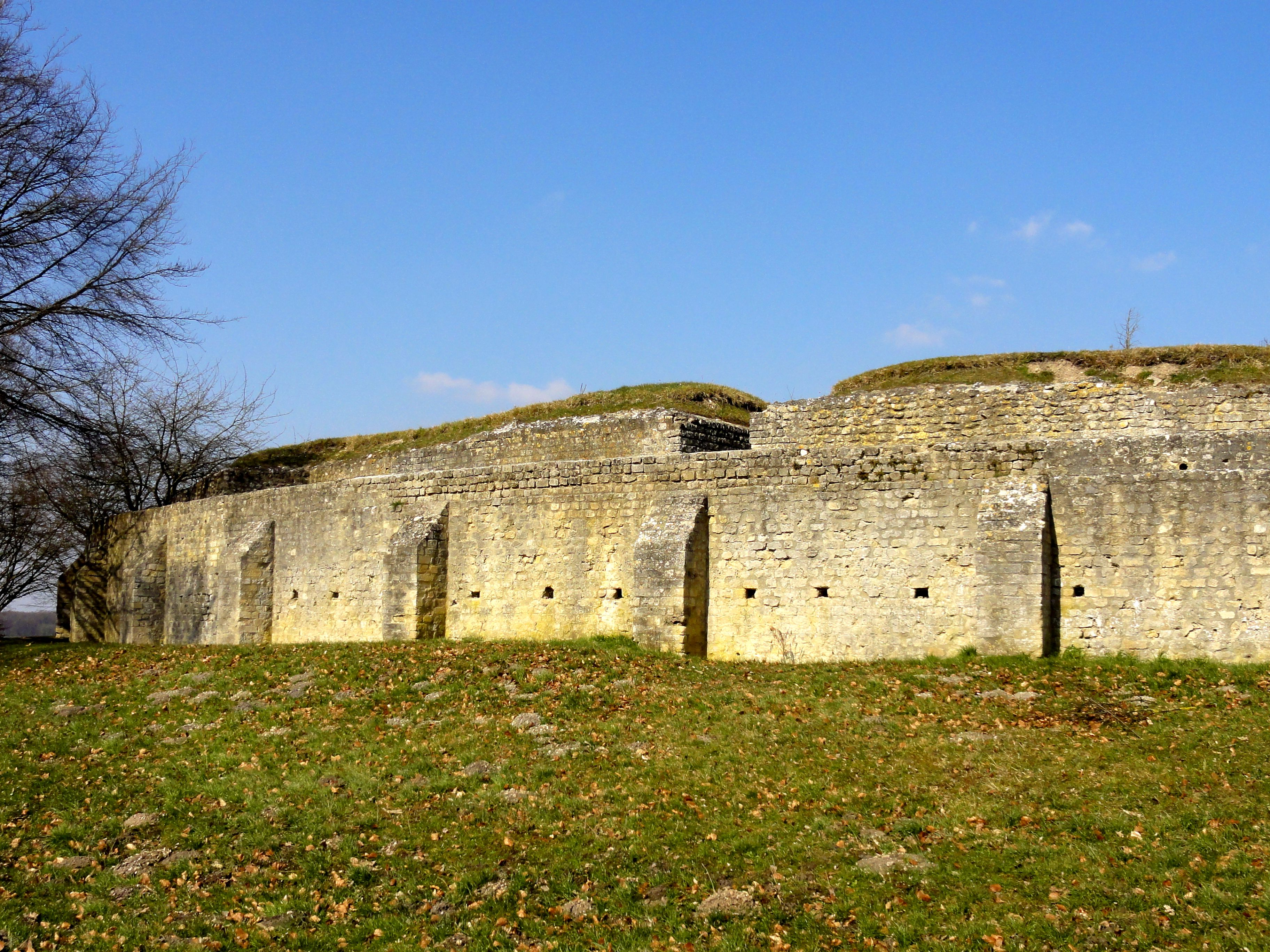
Mur de soutènement à contreforts au sud-ouest.
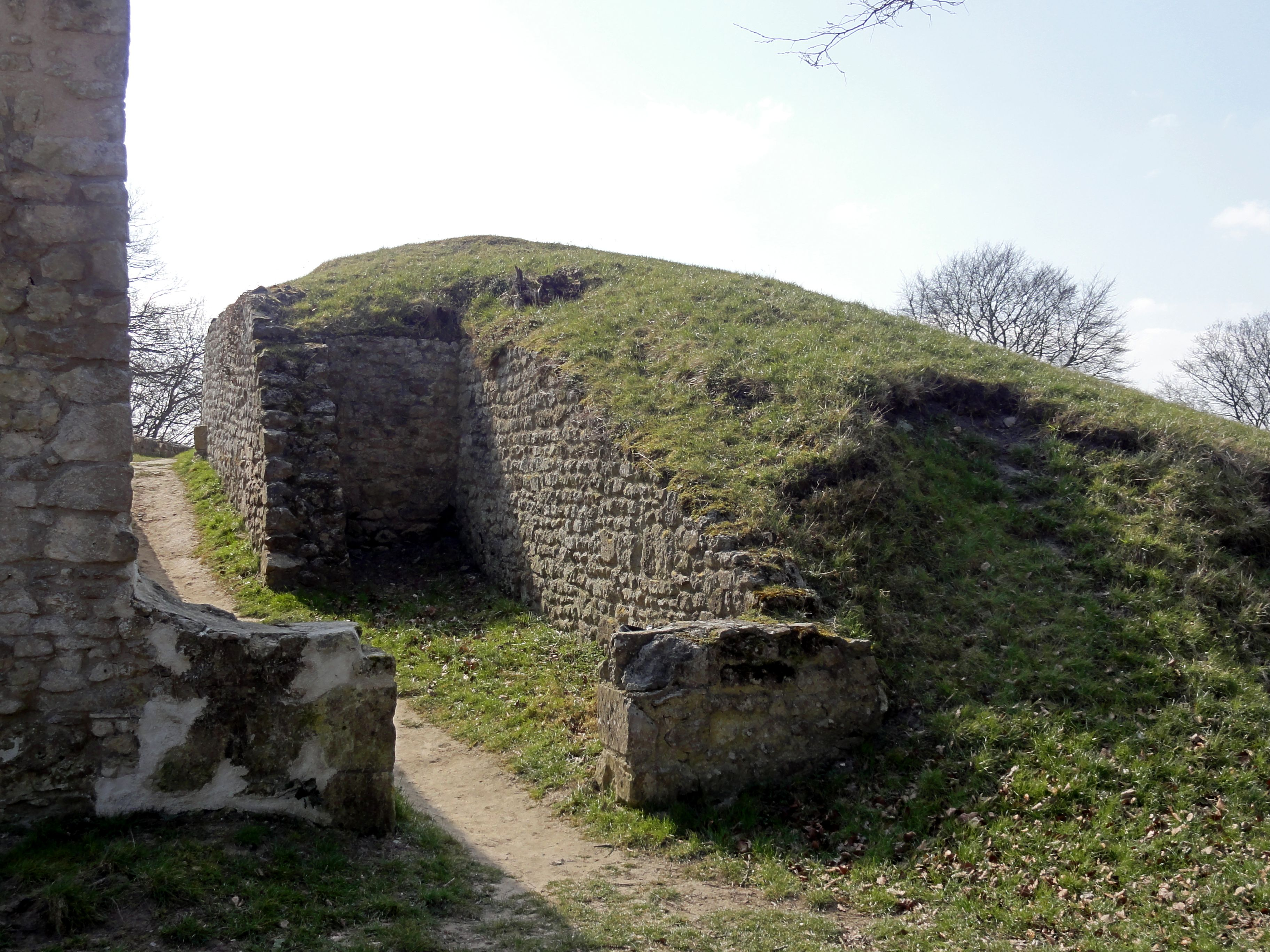
Accès est au « chemin de ronde » (à gauche le dépôt).
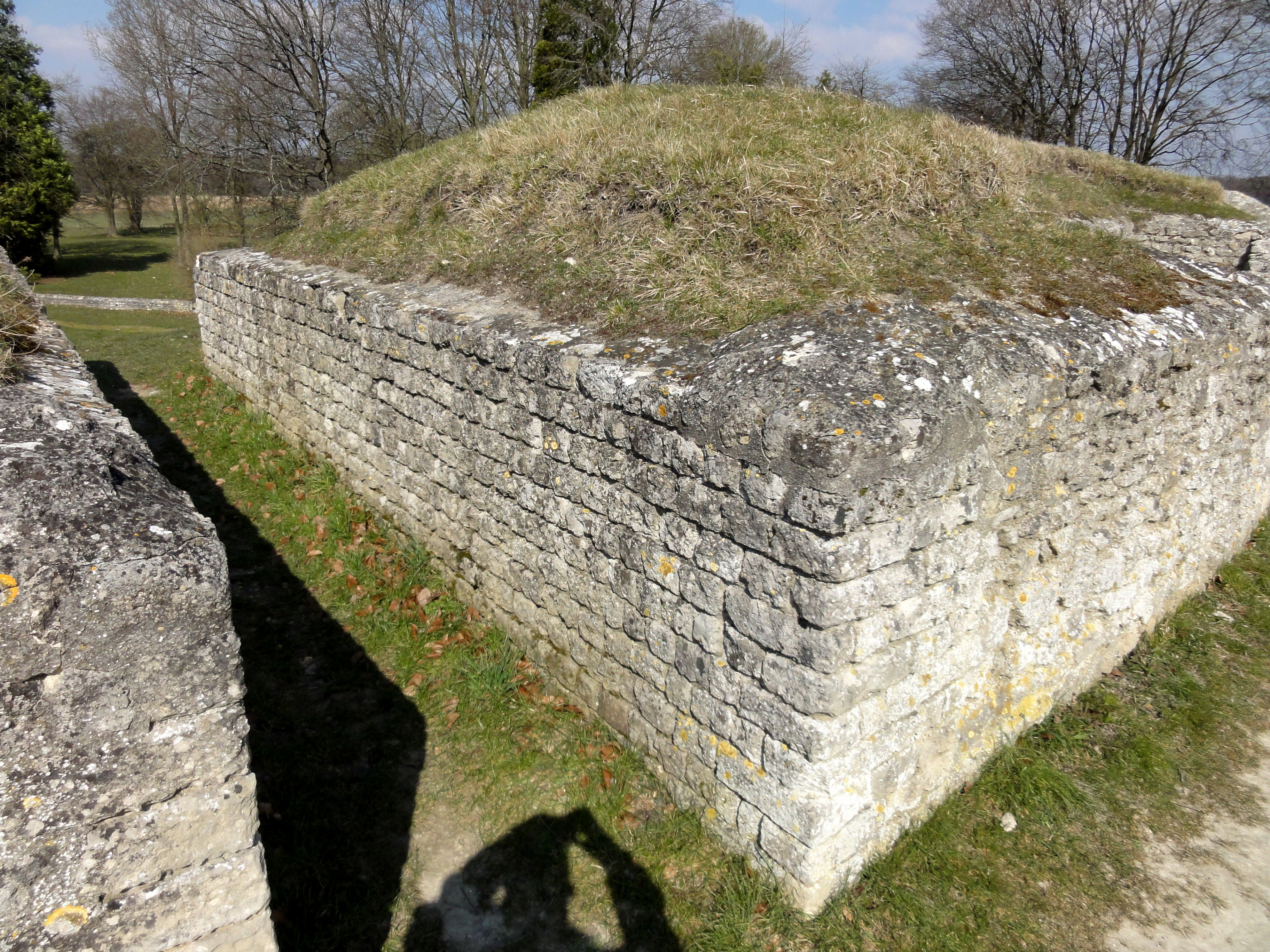
Passage d'accès aux gradins du niveau intermédiaire.
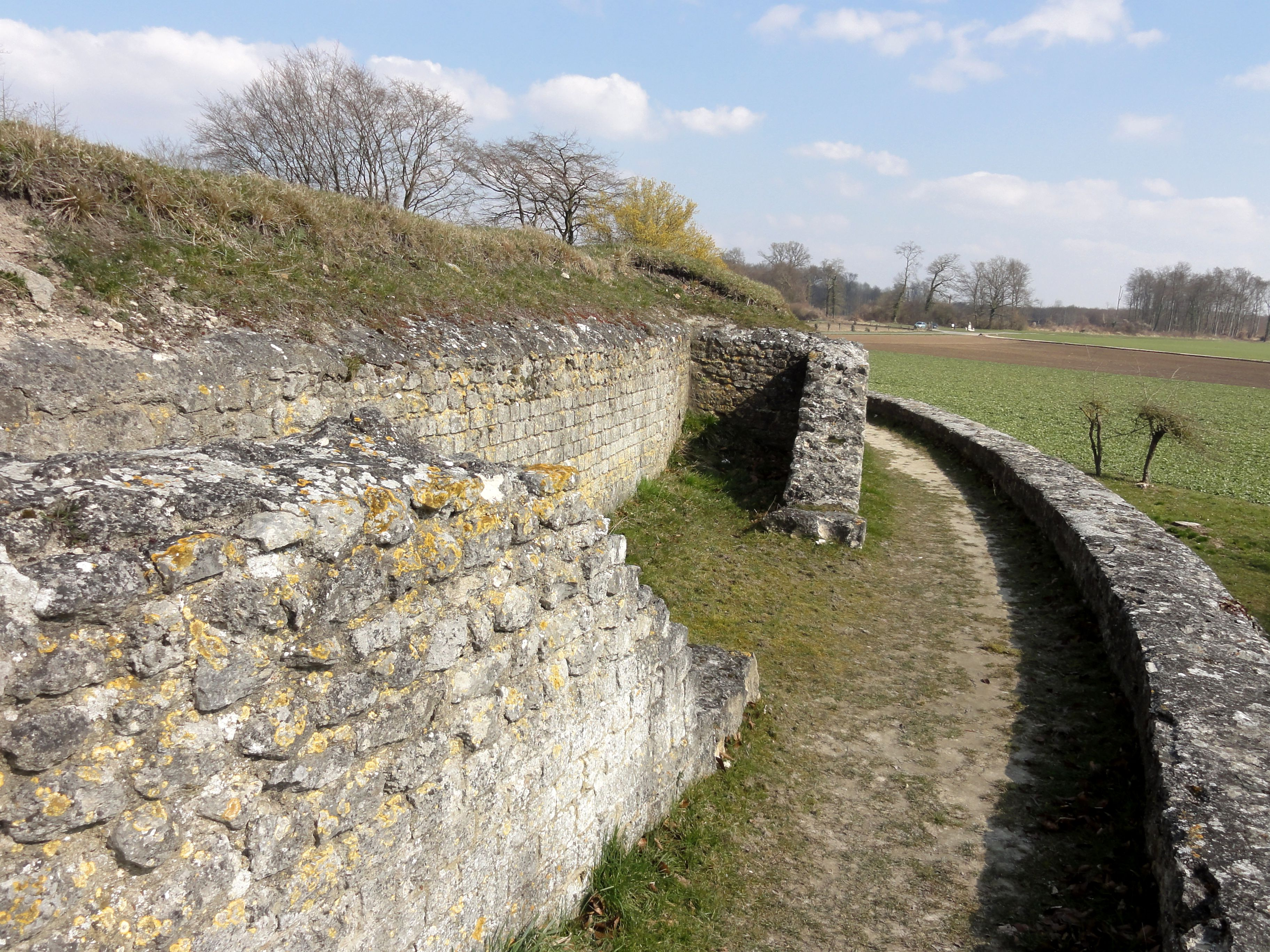
Double escalier vers la summa cavea, côté sud.

### Les thermes

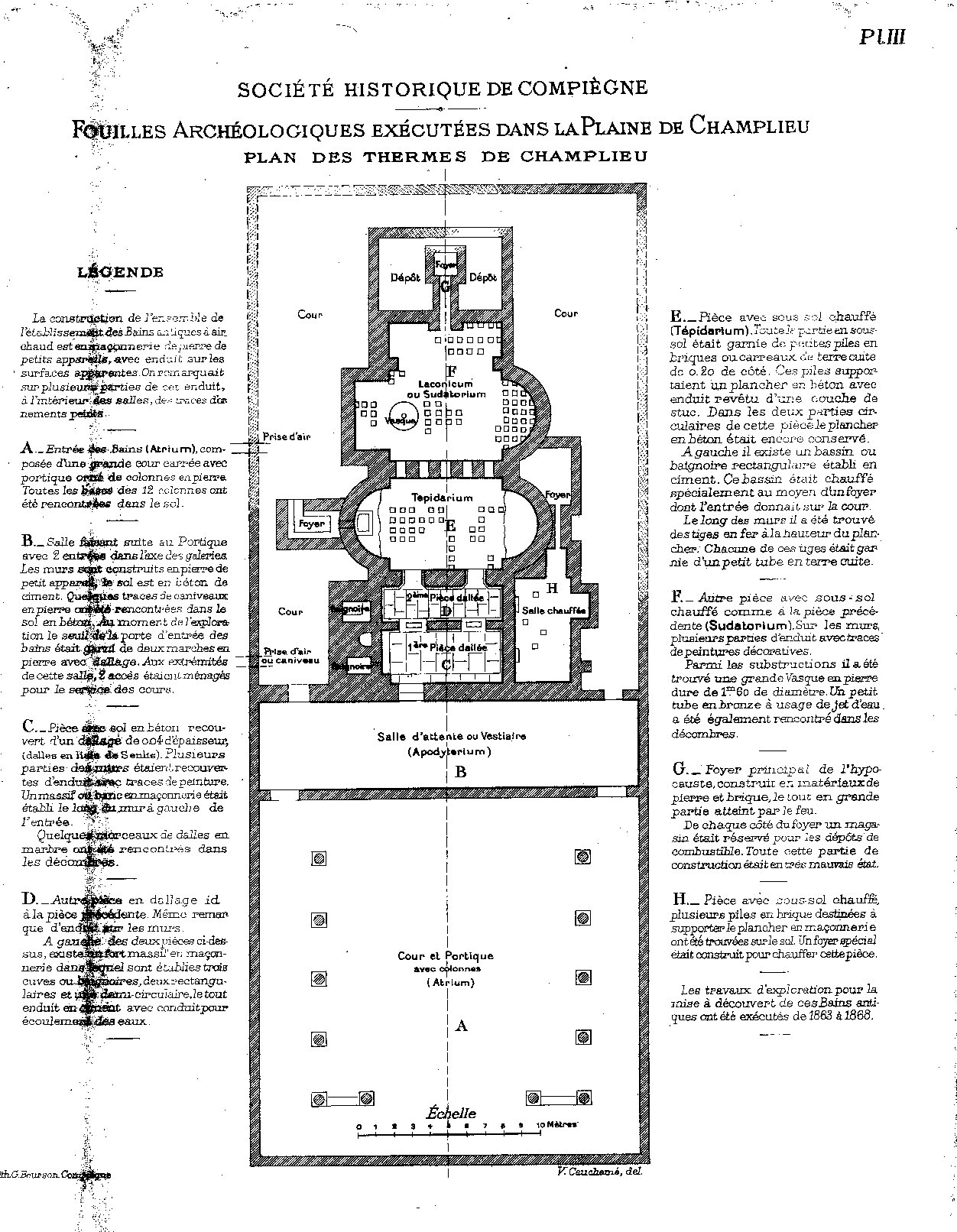
Plan des masses des thermes.

À 30 m au sud-est du mur circulaire théâtre, des thermes présentent des bassins caractéristiques, avec des restes de chaufferie et d'hypocauste. Ces thermes remontent au IIe siècle et ont été construits sur un ancien espace commercial ou artisanal occupé dès le milieu du IIIe siècle av. J.-C.. Les thermes sont le dernier des trois complexes édifiés à Champlieu, après le temple puis le théâtre. Leur emprise sur le sol est de 23 m de large sur 53 m de long. Les murs subsistent sur la hauteur d'un mètre environ, mesuré depuis l'extérieur. Le plan reflète une certaine recherche architecturale que l'on ne constate pas pour les deux autres ensembles balnéaires découverts en forêt de Compiègne, au Mont-Berny et à la Carrière du Roy. Les murs sont construits en petits moellons taillés régulièrement, et enduits en mortier de ciment sur les deux parements. Les bases des colonnes et la partie inférieure des fûts subsistent donc sur place. L'intérieur est décoré par la technique d'enduits peints de différentes couleurs conservant en partie un vif éclat au moment des fouilles. Les motifs représentés sont des fleurs et des feuillages encadrés de filets.
Environ la moitié du rectangle est occupée par un vaste vestibule ouvert sur trois côtés, formé par un péristyle reposant sur douze colonnes, dont quatre pour la façade, et d'une salle d'attente servant en même temps de vestiaire. Occupant toute la largeur de l'édifice, il ne fait que 4,75 m en profondeur. Le sol est en béton et ne montre pas traces d'arrachage d'un dallage. Aux extrémités, deux portes donnent accès aux cours de service, qui occupent à peu près la moitié de l'autre moitié du rectangle, délimitée par des murs vers l'extérieur. Pour accéder aux thermes, il faut descendre deux marches. La première petite salle comporte un banc le long d'un mur et présente un sol recouvert de dalles en liais de Senlis. La deuxième salle, avec le même type de sol, donne accès à trois baignoires, deux rectangulaires et un demi-circulaire, avec écoulement des eaux. Ces baignoires ne sont pas aménagées au centre de la salle, mais dans un renfoncement à sa gauche. À droite de ces deux petites salles, se trouve une pièce au sous-sol chauffée par un foyer spécial lui étant réservé. Aux deux premières petites salles succède toutefois le tepidarium, grande salle de bains à air chaud. Il mesure 10,25 m de large pour 5,00 m en largeur, avec des murs latéraux en hémicycle. L'hémicycle de gauche abrite une baignoire rectangulaire en ciment, chauffée par un foyer séparé. Finalement suit le sudatorium encore plus grand, avec au centre une grande vasque en pierre de 160 cm de diamètre équipée d'un jet d'eau, le tuyau en bronze ayant été retrouvé sur place. Le sudatorium ne présente qu'un seul mur en hémicycle, les autres murs sont droits. Tout comme le tepidarium, il est chauffé par un hypocauste, et le sol en béton repose donc sur des piliers. Derrière le sudatorium, se trouve encore le foyer principal ainsi que deux dépôts de combustibles.

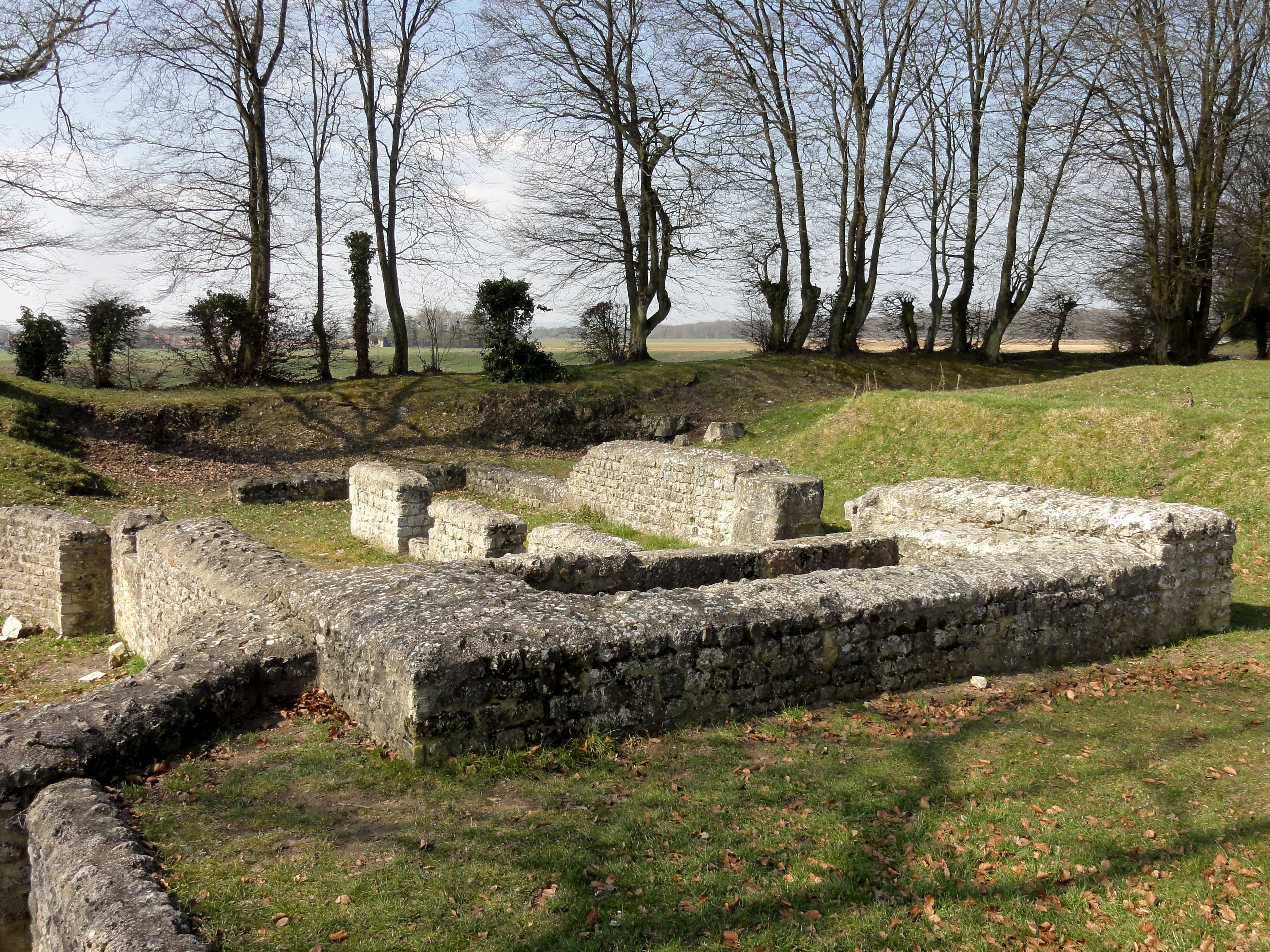
Baignoires (au 1er plan) et les deux premières pièces.
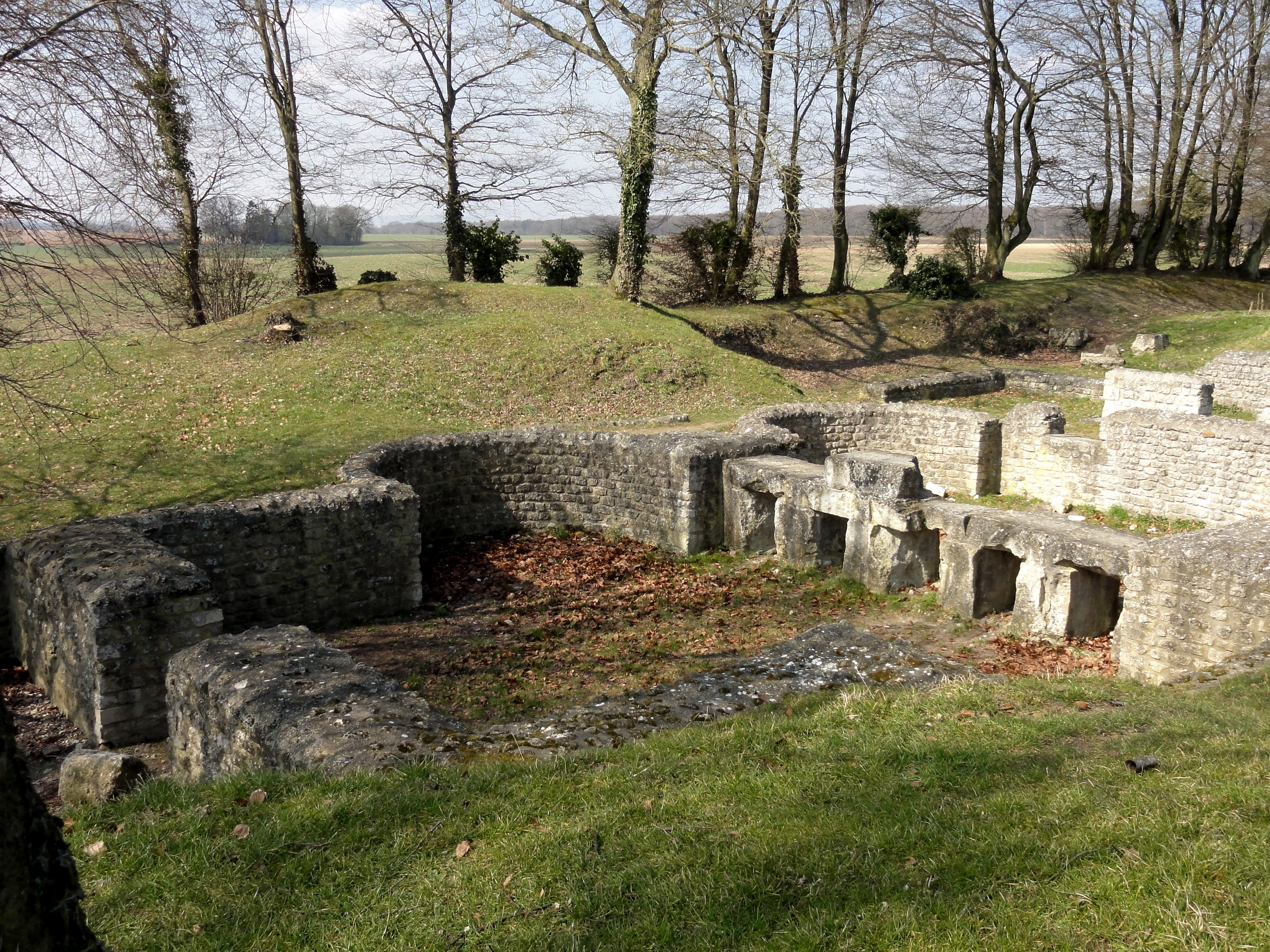
Sudatorium (au 1er plan) et tepidarium (à droite).
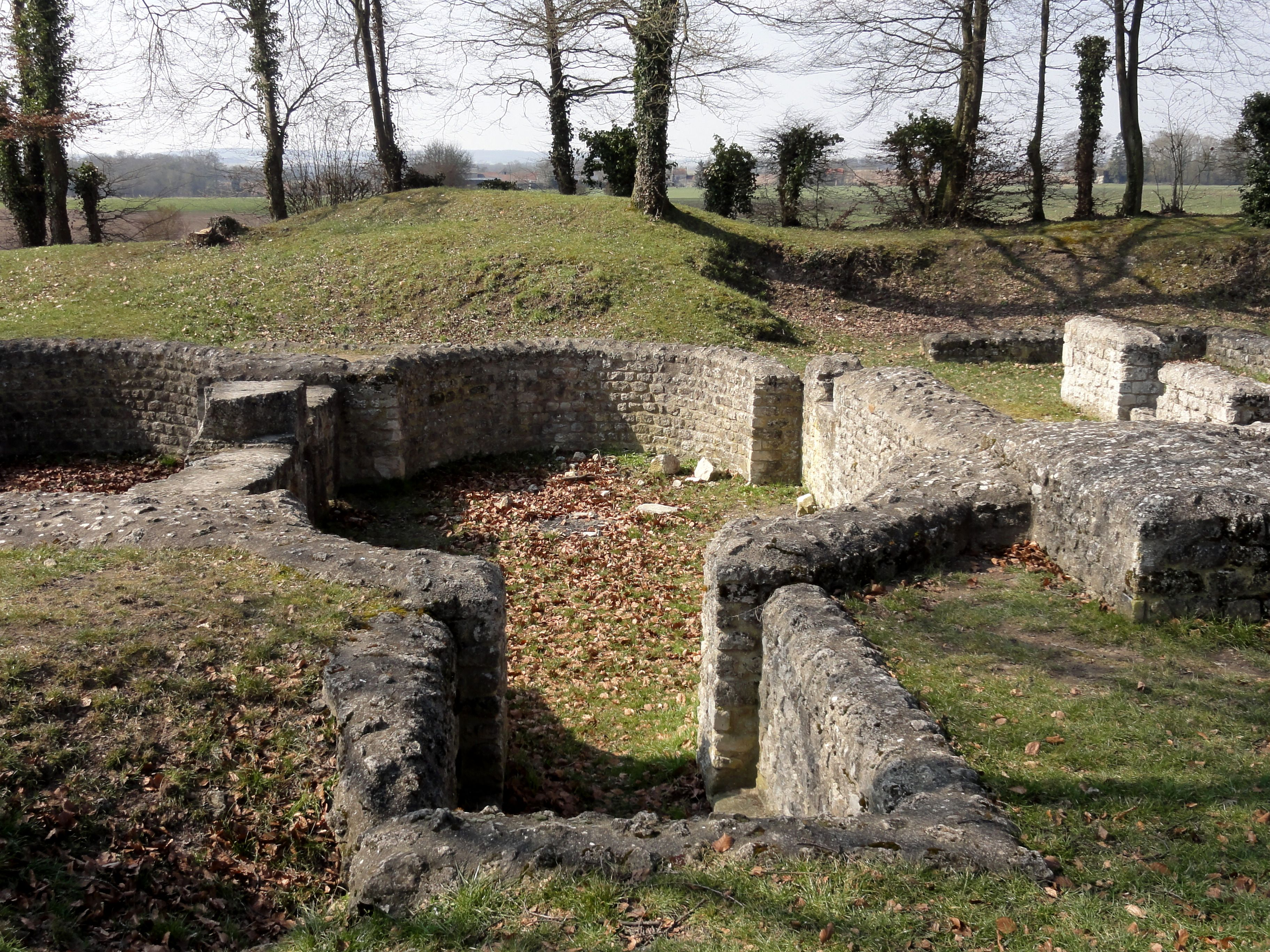
Tepidarium, vue depuis l'est.
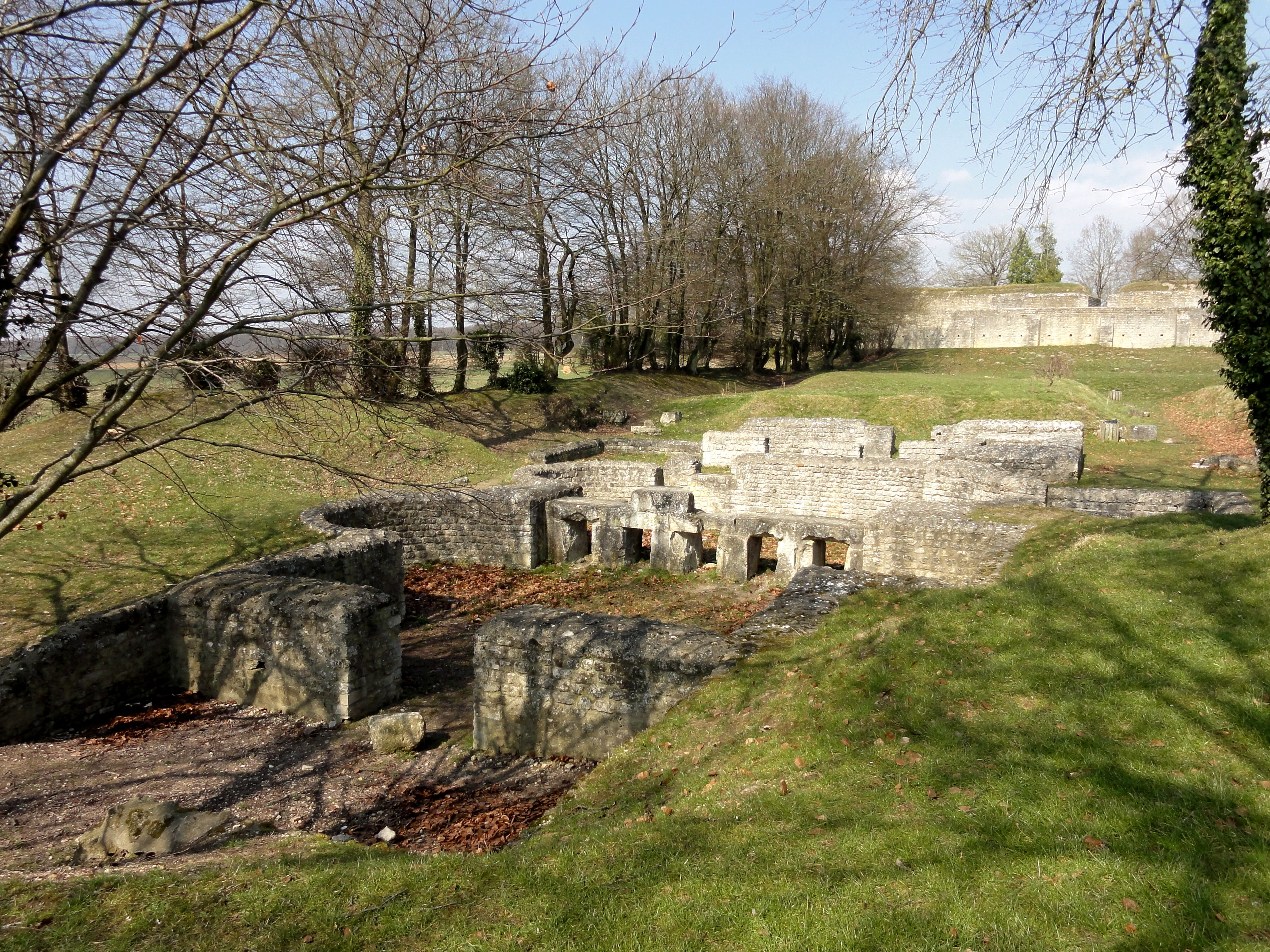
Vue d'ensemble depuis le sud (l'entrée étant au nord).
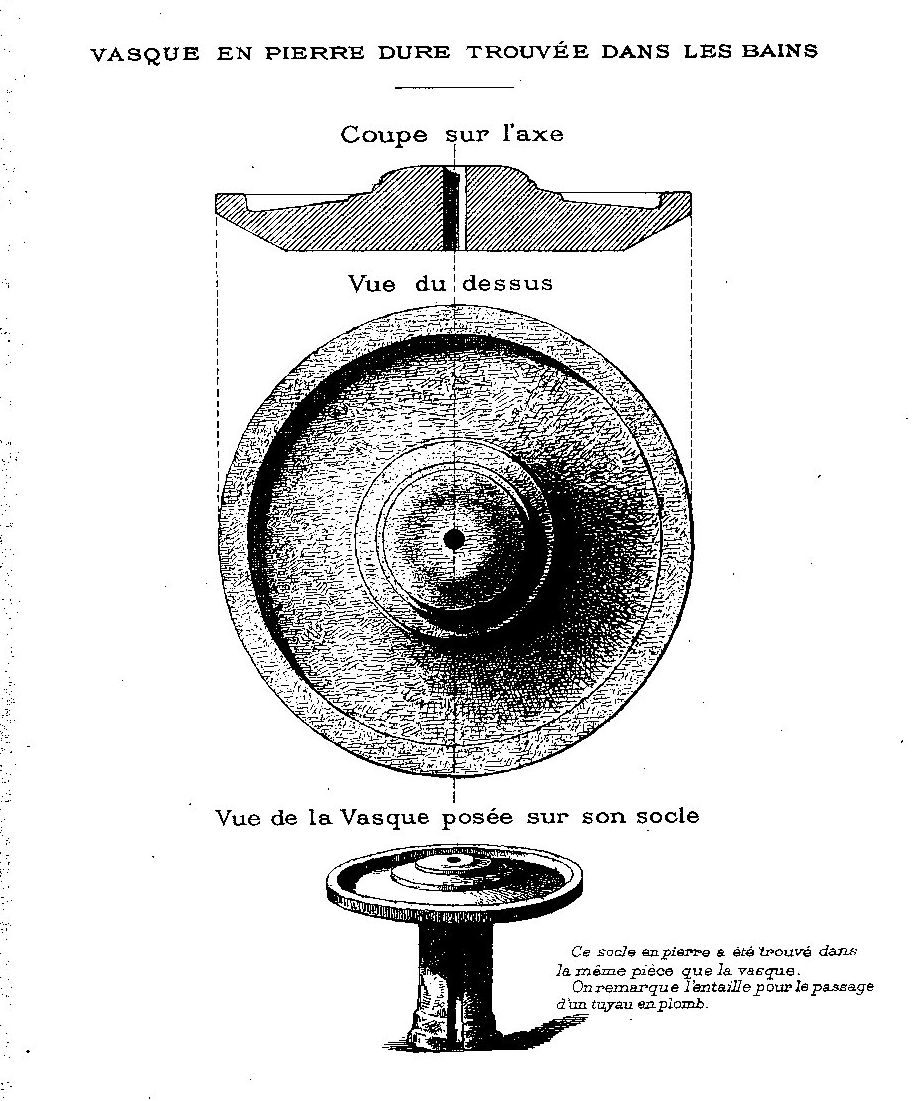
Vasque du jet d'eau du sudatorium.

## Situation actuelle
Pendant longtemps, les blocs sculptés et colonnes cannelées ont été conservés dans un petit dépôt sur place et dans l'ancienne maison du gardien, hormis les éléments ramassés par le baron de Seroux sur ses propres terres en 1850, et conservés depuis en bon état au château de la Motte de Béthisy-Saint-Martin. Les vols à répétition, les actes de vandalisme et l'influence des intempéries ont occasionné la perte de la plupart des éléments déposés à Champlieu. Tout ce qui subsistait, à savoir de nombreux fragments de sculptures ainsi qu'une vasque, a finalement été transféré au Musée Antoine Vivenel de Compiègne pendant les années 1970. Ils sont visibles à l'entrée du parc Songeons, par la rue Pierre d'Ailly. Le petit dépôt sur place est aujourd'hui vide.
Le site peut être visité pendant toute l'année en accès libre. Étant donné ce qui vient d'être dit, presque plus rien n'est visible du temple, hormis le chéneau au sud et quelques blocs de pierre non sculptés. Des thermes, ne subsiste que la partie inférieure des murs ; même les baignoires et l'hypocauste ont disparu, tout comme le mur extérieur. Le théâtre paraît comme l'édifice le plus complet, mais la distinction entre les parties authentiques et les reconstructions totales lors de « restaurations » au XIXe siècle n'est pas toujours évidente.

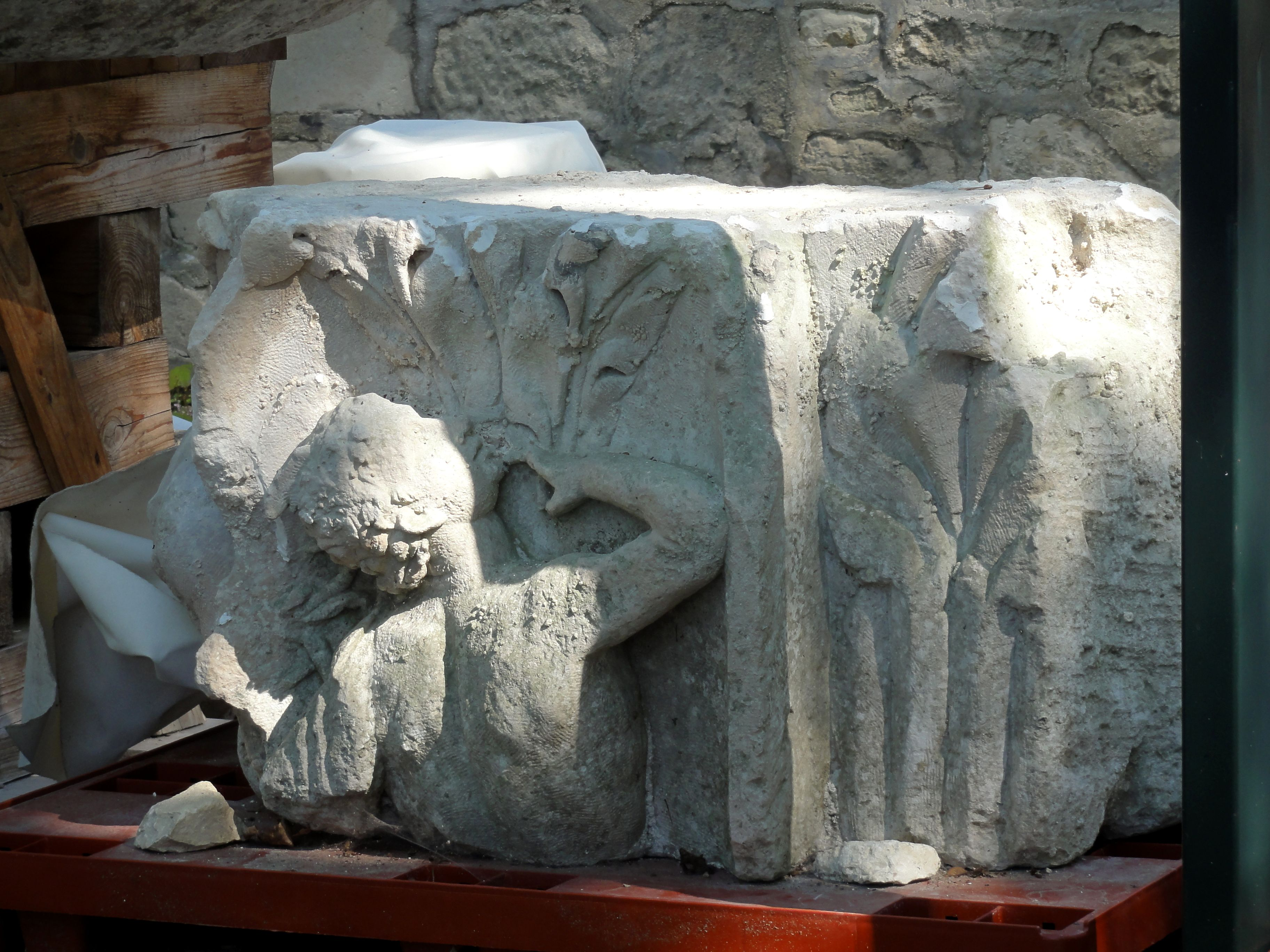
Bloc sculpté.
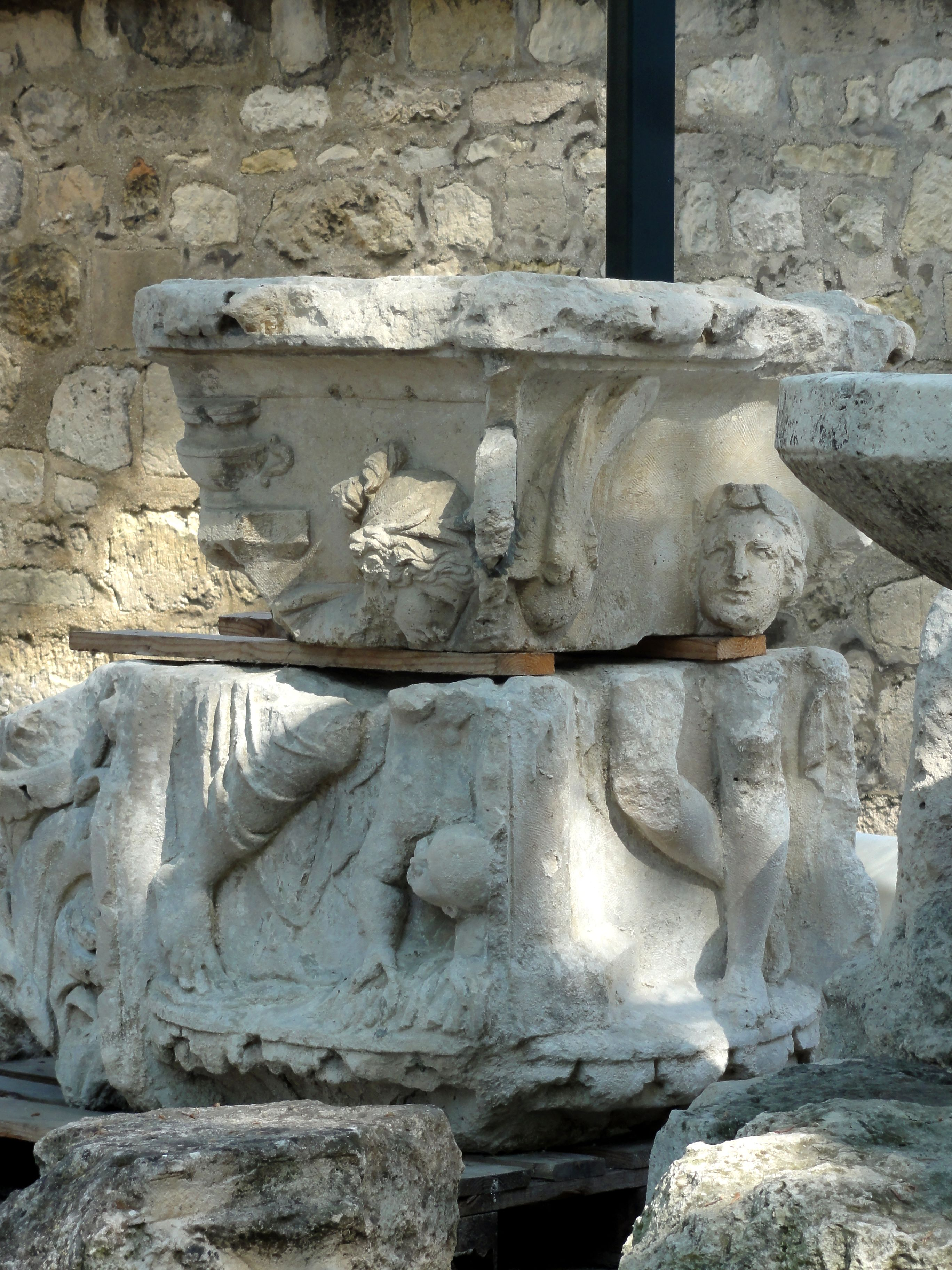
Blocs sculptés.
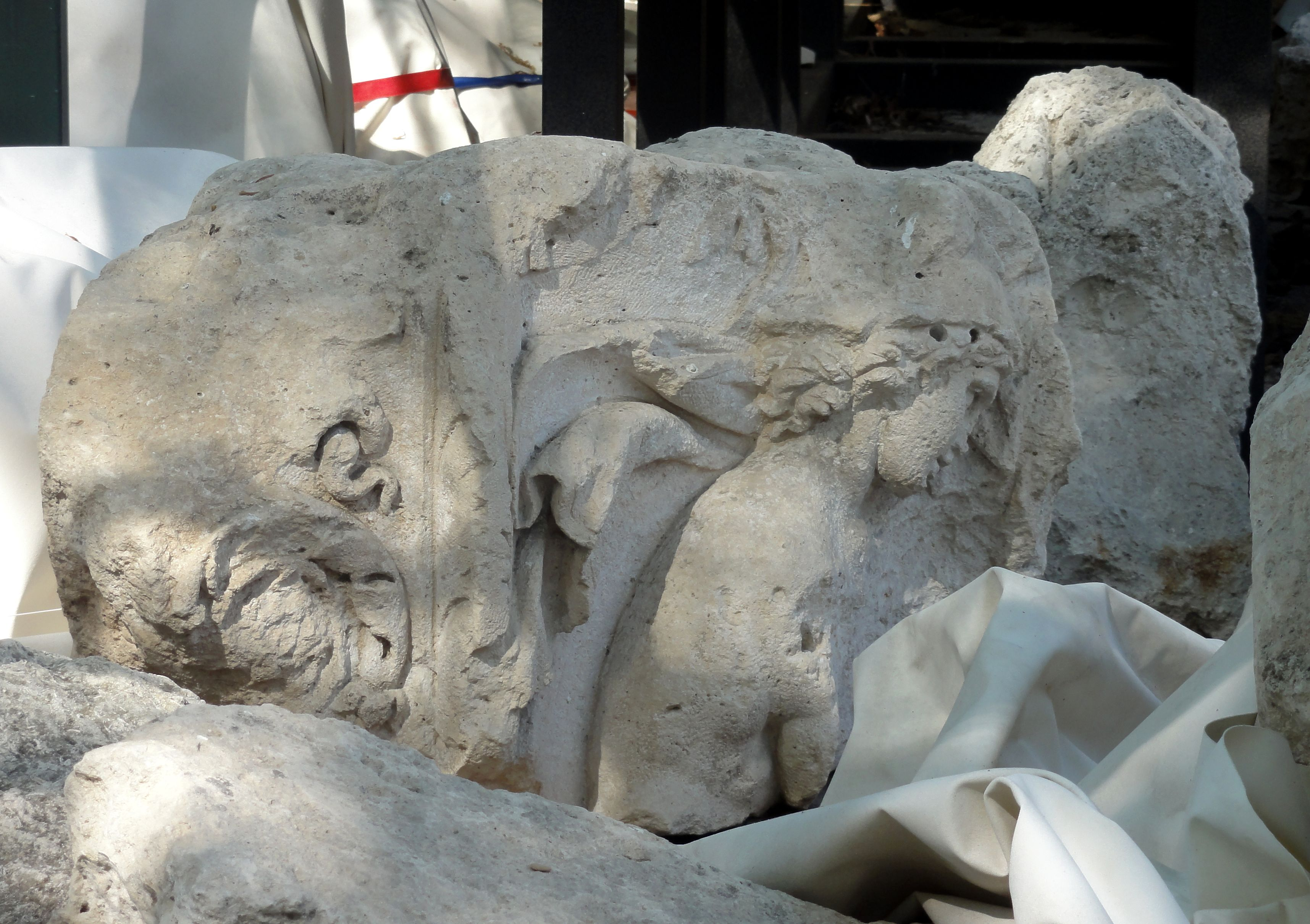
Bas-relief d'une femme.
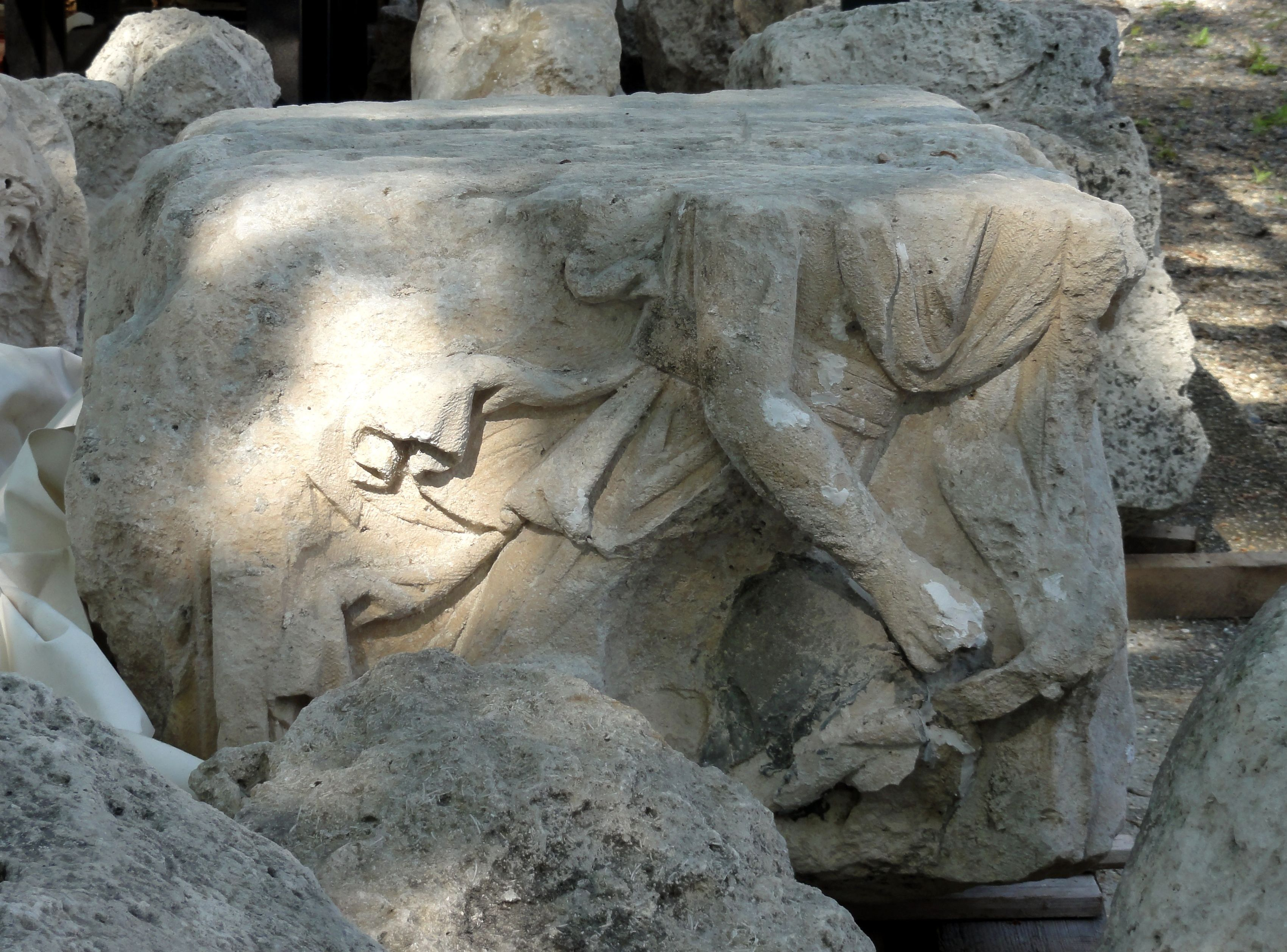
Bas-relief d'une femme.
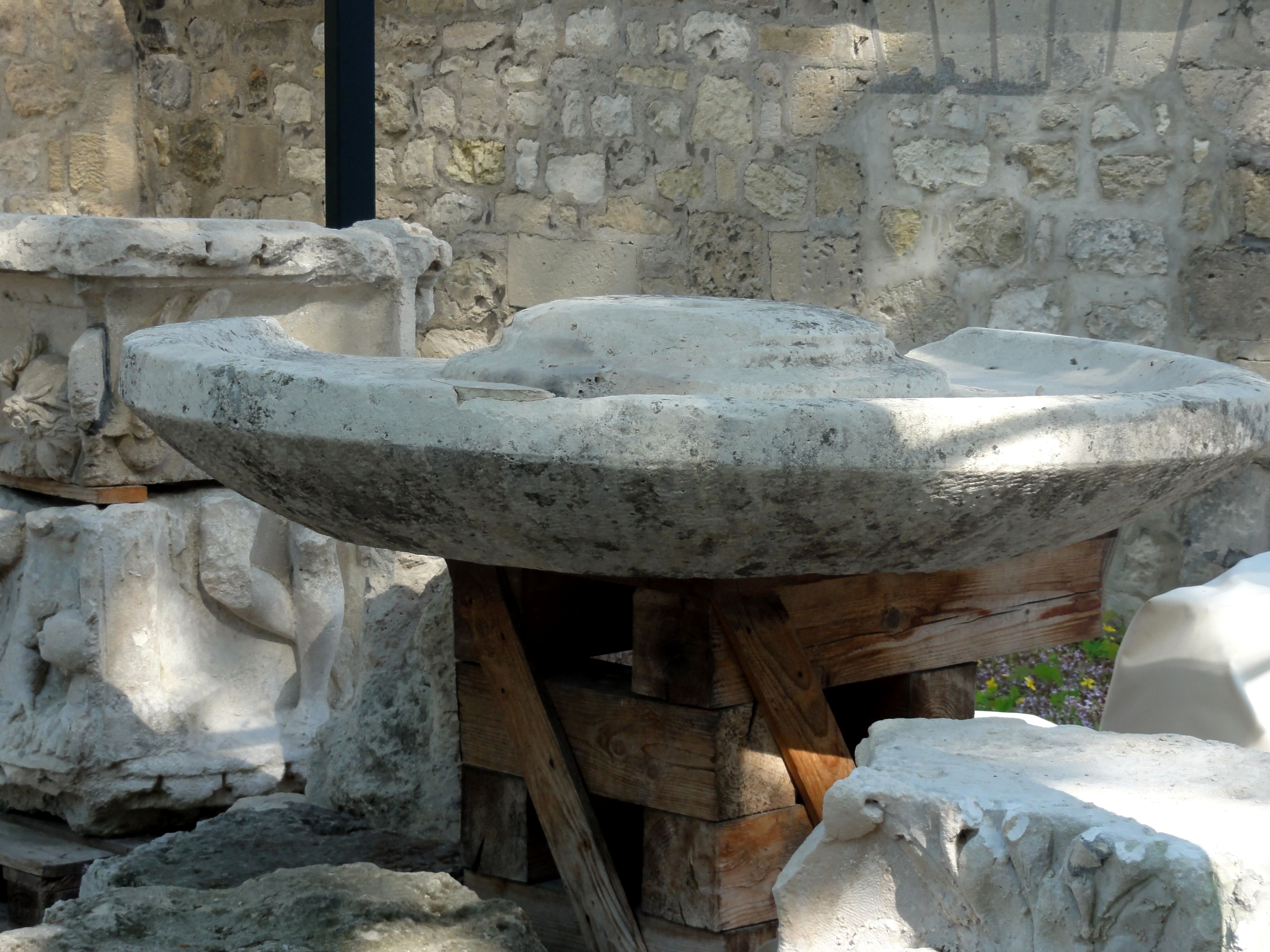
Vasque des thermes.
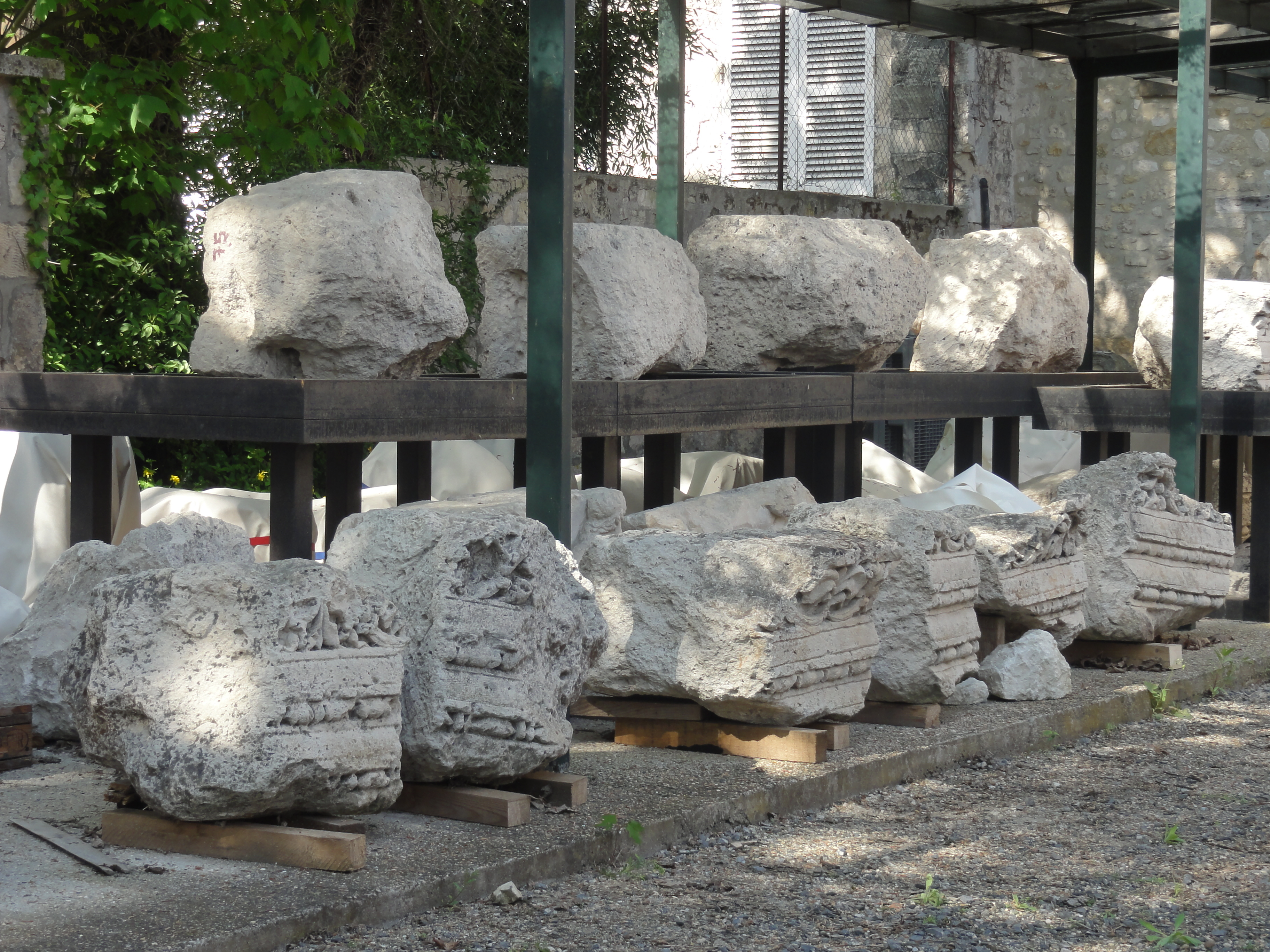
Fragments d'une frise.